# Crisis política en Perú de 2021-presente
La crisis política en Perú de 2021-presente se refiere al período de inestabilidad que inició durante el gobierno de Pedro Castillo en agosto de 2021 y que continúa a día de hoy. La característica fundamental de esta crisis es, inicialmente, la constante pugna entre el poder Ejecutivo y las fuerzas políticas opositoras del Congreso. La crisis se fortaleció con la polarización de la ciudadanía y el descontento creciente de la población a partir de las promesas de campaña entre ambos bandos. Los simpatizantes más férreos al oficialismo y la oposición, según la DINI, mostraron el interés de «cierre del congreso» y «vacancia presidencial» respectivamente; motivo que la CIDH llamó a «delimitar con claridad» dichos mecanismos que favorecen a cualquiera de los bandos. Las decisiones sobre esta crisis fueron llevadas posteriormente por el Tribunal Constitucional.
Aunque es un resurgimiento de la crisis política de 2016 a 2020, marcado por una falta de representación por las autoridades; los orígenes de esta nueva etapa se remontan a los resultados de las elecciones de 2021, las cuales dieron como vencedor a Pedro Castillo (de Perú Libre) sobre Keiko Fujimori por un estrecho margen de ventaja. A pesar de esta victoria, el nuevo gobierno no logró obtener mayoría en el parlamento, ni siquiera contando con sus aliados. El parlamento estuvo conformado en parte por una coalición de facto de partidos de derecha y una reducida cantidad de integrantes del centro, aunque medios como El Confidencial y periodistas como Jaime de Althaus señalan tener presencia «conservadora». Parte de la coalición parlamentaria, como Fuerza Popular, firmó la Carta de Madrid por iniciativa del partido español de derecha Vox, en que denunció ante la OEA una supuesta campaña de «desestabilización contra el Perú».
La confrontación de poderes que solo fue agravándose con el pasar del tiempo, y, a diferencia de la crisis anterior, el punto ideológico se convirtió en una de las causas de los enfrentamientos así como la corrupción gubernamental durante el mandato de Castillo, en que ambos bandos tuvieron poca participación en el diálogo. Esta crisis ha sido descrita como una crisis moral, sistémica, política, de representación y de gobernabilidad. Sin embargo, a pesar de que algunos congresistas del oficialismo se negaron en votar su destitución, una fracción se inclinó notablemente a favor de su definitiva vacancia, pese al simultáneo intento de autogolpe. A los enfrentamientos del Congreso, también incluyó las medidas del Poder Judicial para dilatar el plazo de toma de decisiones (como la ocurrida en julio del 2021), que fueron suspendidas tras dar la razón del Tribunal Constitucional al ente legislativo.
Tras la destitución de Castillo y la consiguiente convulsión social, el Congreso, liderado de facto por el Fujimorismo, consolidó su posición de poder con el apoyo del Tribunal Constitucional, el cual eliminó la supervisión judicial del Congreso y le dio control absoluto del gobierno. La encuesta El poder en el Perú identificó al Congreso como la institución con mayor influencia, y el propio presidente Alejandro Soto lo calificó como «el primer poder del Estado». A pesar de los escándalos de abuso que enfrentaba, el Congreso continuó concentrando su poder por encima de otras instituciones estatales en un intento por evitar el cuestionamiento de nuevos opositores. Esta concentración de poder encontró escasa resistencia por parte de la presidenta sucesora Dina Boluarte, así como de los representantes de la Defensoría del Pueblo y el Tribunal Constitucional. En mayo de 2023, una mayoría de parlamentarios propusieron nombrar a un procurador propio, independiente de la Procuraduría General. El mismo mes, el Congreso aprobó una ley que ilegalizaba la protesta en contra del gobierno. Las crisis y cuestionamientos del gobierno causaron que la revista británica The Economist cambiara la denominación de Perú de "democracia" a "régimen híbrido". Perú ha ido bajando del ranking democrático desde entonces.
Además, el poder legislativo formuló acusaciones constitucionales contra los órganos electorales. En estas acusaciones, se sugirió reducir el mandato del máximo representante de uno de los órganos electorales y también se planteó la posibilidad de un juicio político contra estos representantes. En septiembre del mismo año, el «Fujicerronismo» (la alianza entre Fuerza Popular y Perú Libre) propuso la reestructuración de la Junta Nacional de Justicia, un movimiento denunciado por numerosas ONG incluyendo la Human Rights Watch, la Comisión Internacional de Juristas y la Oficina en Washington para Asuntos Latinoamericanos, entre otras, con el último grupo exigiendo la aplicación de la Carta Democrática Interamericana. En marzo de 2025, el Congreso aprobó una ley que limita el actuar de las ONG y les prohíbe demandar al Estado peruano.
A finales de 2023, la Fiscalía se enfrentó al Ejecutivo después de la revelación de conversaciones con congresistas que evidenciaban un conflicto de intereses. La Fiscalía respondió a esta situación presentando contra el gobierno de Boluarte una denuncia por las muertes ocurridas durante la convulsión social.
La crisis política ha sido acompañada por una creciente ola de inseguridad, principalmente relacionada con extorsiones. El gobierno de Boluarte ha sido acusado de favorecer al crimen organizado mediante la promulgación de diversas leyes, incluyendo restricciones a la colaboración eficaz, eliminación de la detención preliminar, y cambios a la definición de organización criminal. La promulgación de leyes antidemocráticas y pro-delincuencia, usualmente aprobadas por insistencia, ha sido señalada como una de las causas del deterioro de la institucionalidad del Perú.

## Antecedentes
Se ha argumentado que esta crisis es una continuación de la anterior que inició en 2016, cuando se censuró al entonces presidente Pedro Pablo Kuczynski. La posteriormente electa congresista Susel Paredes señaló a Keiko Fujimori como responsable de la nueva crisis, debido a similitud con las elecciones de 2016, en que ella postuló y pasó a la segunda vuelta.
Las elecciones generales de Perú se realizaron el 11 de abril en un contexto de gran desconfianza por parte del público, puesto que ningún candidato parecía acaparar más del 15% de votos. De hecho, el voto nulo o viciado se mantuvo siempre más elevado que el del candidato «preferido». El ganador sorpresivo de las elecciones resultó ser Pedro Castillo, del partido Perú Libre, quien obtuvo 15.3% de votos emitidos y 18.9% de votos válidos. A este le siguió Keiko Fujimori, quien ocupó el segundo puesto con 10.9% de votos emitidos y 13.4% de votos válidos (incluso a pesar de haber acumulado un anti-voto de casi el 60% durante la campaña). Como anticipaban las encuestadoras, la cantidad de votos nulos y viciados (18.7%) terminó siendo mayor a la del candidato ganador (15.3%).
La campaña de la segunda vuelta estuvo caracterizada por una severa polarización en la ciudadanía, divida entre el «antifujimorismo» y «anticomunismo». En la noche del 6 de junio, el día de las elecciones, el flash electoral a boca de urna dio como resultado un empate técnico entre ambos candidatos. La ventaja inicial de Fujimori en el conteo de la Oficina Nacional de Procesos Electorales (ONPE) se fue reduciendo paulatinamente, conforme se contabilizaban las actas rurales y del extranjero. En la mañana del día siguiente, Castillo adelantó a Fujimori. El 15 de junio, la ONPE publicó los resultados finales, en los cuales Castillo (50.1%) superó a Fujimori (49.9%) por apenas 44 mil votos. Este resultado fue muy similar al de las elecciones generales anteriores, donde el expresidente Pedro Pablo Kuczynski (50.1%) derrotó también a Fujimori (49.9%) por 41 mil votos.
Al día siguiente de las elecciones, el 7 de junio, mucho antes de que terminara el conteo final, la candidata Fujimori denunció que el partido Perú Libre ha cometido un «fraude en mesa», acusándolo de una estrategia para «distorsionar o dilatar los resultados» de las elecciones. En respuesta, Perú Libre acusó también a Fujimori de tener «todo armado», declarando que «jamás incurrió al fraude electoral» y recordando al fraude fujimorista durante las elecciones del año 2000. Fuerza Popular llegó a presentar 802 solicitudes de anulación de actas, principalmente de las regiones rurales del país, donde la victoria de Castillo fue abrumadora. Esto significaría la anulación de más de 200 mil votos. Sin embargo, estos «indicios de fraude sistemático» fueron pronto desmentidos por los entes electorales nacionales e internacionales, incluyendo a la Organización de Estados Americanos, la Unión Europea, la Asociación Civil Transparencia y el Departamento de Estado de los Estados Unidos, el cual calificó al sistema electoral peruano como «un modelo de democracia en la región». A pesar de la falta de evidencias de fraude, varios personajes públicos (principalmente aliados de Fuerza Popular) se negaron a reconocer la victoria de Castillo, insistiendo en un fraude electoral y llegando a solicitar la anulación completa de elecciones. El Jurado Nacional de Elecciones rechazó casi la totalidad de solicitudes de Fuerza Popular debido a la falta de pruebas, problemas de trámite y la extemporaneidad de la mayoría de sus solicitudes (que tenían como fecha límite el 9 de junio a las 8:00 p. m.).
El 19 de julio, el Jurado Nacional de Elecciones proclamó ganador de la segunda vuelta a Pedro Castillo, del partido Perú Libre. La resistencia a su victoria electoral se vería reflejada posteriormente en la conformación de dos bloques opuestos: el oficialismo en el Poder Ejecutivo y la oposición instalada principalmente en partidos políticos de derecha en el Poder Legislativo. Este último buscó medidas para retirar a Castillo del mandato por métodos como la vacancia por incapacidad moral. No obstante, en comparación con otros partidos políticos, el ingresado Perú Libre y Castillo comparten en común la docencia, en que este último admitió en 2022 que «el Perú seguirá siendo mi escuela».
A pesar de que Keiko Fujimori declaró a la crisis presidencial de «enfermedad», la lideresa política reconoció la victoria de Castillo por la «[llegada] a la presidencia en forma legal y constitucional», luego que Dina Boluarte fuera la sucesora al poder. No obstante, Fuerza Popular continuó con su campaña al firmar la Carta de Madrid. Esta organización internacional posteriormente respaldó al Congreso de la República, que aquel entonces instaló un comité para investigar el «fraude electoral» que fue declarado de institucional; y realizó un comunicado en contra del gobierno de Pedro Castillo.

### Repercusiones hacia la autoridad electoral durante la crisis política
El Jurado Nacional de Elecciones, luego que aquella crisis electoral, siguió acusando al Poder Legislativo, donde Fuerza Popular ocupó algunas curules, de someter el sistema electoral «bajo el temor del juicio político para evitar que se tomen determinadas decisiones». El presidente Jorge Salas Arenas (considerado por el medio conservador La Razón de España como un «garante último de la limpieza de los procesos electorales en el país») alertó en 2023 de un nuevo peligro a la democracia, culpó a los congresistas Jorge Montoya y Rosselli Amuruz por estar implicado en una red de troleo y solicitó medidas de protección por parte de la Comisión Interamericana de Derechos Humanos (CIDH). Esta solicitud fue aprobada por la Corte Interamericana.
En 2024, la Junta Nacional de Justicia no alcanzó los votos requeridos para retificar el nombramiento de Piero Corvetto como director de la Oficina Nacional de Procesos Electorales. Corvetto desempeñó un papel relevante durante la crisis electoral de ese año. El especialista Fernando Tuesta manifestó que la salida de Corvetto se atribuyó a las acusaciones de presunto fraude electoral. Esta decisión coincidió con la destitución de dos representantes de la JNJ por el Congreso. No obstante, con la restitución de los representantes a mediados de año, Corvetto pidió a la JNJ su reconsideración para su ratificación y esta finalmente la aprobó.
También en 2024, Salatiel Marrufo, que trabajaba en el Ministerio de Vivienda, denunció que Perú Libre podría haber influido en las elecciones de 2021. Sus declaraciones, sin aportar nuevas pruebas, respaldaron la teoría fujimorista sobre el supuesto fraude electoral. Al año siguiente, con motivo del aniversario de Fuerza Popular, Keiko Fujimori insistió en que había ganado las elecciones presidenciales.
En 2025, coincidiendo con los proyectos de ley para regular a la Agencia Peruana de Cooperación Internacional y fiscalizar cualquier organización que recibiera dinero extranjero, el JNE y la ONPE negaron que recibieran apoyo financiero de la USAID, que había suspendido su apoyo económico en el país.

## Gobierno de Pedro Castillo (2021-2022)
El gobierno de Pedro Castillo, relacionado con la izquierda conservadora, se caracterizó por una serie de escándalos políticos a cargo del Equipo Especial de Fiscales contra la Corrupción del Poder (Eficcop). Este grupo, liderado por Marita Barreto entre 2021 y 2024, fue importante para investigar varios casos, tanto de Castillo como de su sucesora, Dina Boluarte, y los congresistas. Al mismo tiempo, el gobierno de Castillo se vio fuertemente fragmentado por un enfrentamiento interno entre la facción de Perú Libre, liderada por Vladimir Cerrón, y otra facción magisterial afín al electo presidente (bautizada como el Bloque Magisterial). Pedro Castillo y Dina Boluarte reconocieron que Perú Libre los había utilizado, lo cual provocó un enfrentamiento interno en la administración, aparte del conflicto político por parte de otros partidos políticos.
En el primer año de gobierno de Castillo, según El Comercio, se reportaron 237 escándalos. En ese gobierno, la corrupción y los conflictos de intereses, que incluyeron la designación de figuras políticas a cargos de confianza, fueron una constante de la crisis. Uno de ellos, a cuatro semanas de que Castillo asumiera el poder, correspondió a las reuniones clandestinas realizadas en una vivienda de la calle Sarratea, a unas cuadras del Palacio de Gobierno. Las reuniones en dicha vivienda, descrita por el Ministerio Público como el «centro de investigaciones criminales», fueron denunciadas inicialmente por la lobista empresarial Karelim López. Para garantizar la privacidad de las reuniones, Castillo estableció más adelante que una puerta del Palacio de Gobierno tuviera «acceso exclusivo para ingresar y salir del domicilio oficial (residencia)» y que, años después, Dina Boluarte prohibiera que esa puerta registrara a los visitantes.
Otros casos del gobierno de Castillo se destacaron posteriormente, como los ascensos irregulares en las Fuerzas Armadas, y el caso consorcio Tarata III (conformado por dos empresas). Hasta julio de 2022, cinco de los escándalos ya son motivo de investigación por el Ministerio Público. Mientras que su sexta investigación, sobre irregularidades de obras, se abrió al mes siguiente. Luego de fundamentarse varias investigaciones, la Fiscalía anunció su juicio político por casos de corrupción, el primero en la historia en realizarse a un mandato en funciones. Para diciembre de ese año, creció a ocho por casos de rebelión y adquisición de un terreno estatal a nombre de Sada Goray. Castillo se convirtió con el tiempo en un pato rengo, debido al abandono de apoyo de Perú Libre y el crecimiento de acusaciones de corrupción; además, su oposición estuvo alimentada de organizaciones políticas de derecha y exmilitares retirados que exigieron su vacancia.
El periodista César Hildebrandt señaló que «el gran problema es Castillo, el presidente». Medios internacionales como Neues Deutschland calificaron a la crisis por la llegada de Castillo como «desgobierno», mientras que The New York Times señaló que «el mandato de Castillo solo ha profundizado la sensación de que el sistema político del país está dañado». Entre tanto, el medio The Economist recalcó que «la degradación de la política peruana es extrema», caso que redujo el índice de democracia de «democrático» a «régimen híbrido» en febrero de 2023. En el ámbito nacional, según el Centro Estratégico Latinoamericano de Geopolítica, el término Castillo tiene un mayor índice de Presencia Mediática en los principales diarios El Comercio y La República. En el ámbito de gobierno, el Consejo Privado de la Competitividad redujo el Índice de Gobernabilidad Descentraliza de 46.3 % (2021) a 43 % (2022) a causa de la inestabilidad en las carteras ministeriales.
Por otro lado, organizaciones religiosas intentaron reconciliar entre la izquierda y la derecha política desde la llegada de Castillo al poder. La Conferencia Episcopal Peruana, que instó tanto a Castillo como al Congreso a establecer un consenso, se reunió con Pedro Castillo a finales de 2022 para negociar una solución pacífica. No obstante, el cardenal Pedro Barreto (de la Iglesia católica) manifestó que la solución a esta crisis es la vacancia del mandatario y el adelanto de elecciones.

### Gabinete Bellido y primeros días de gobierno

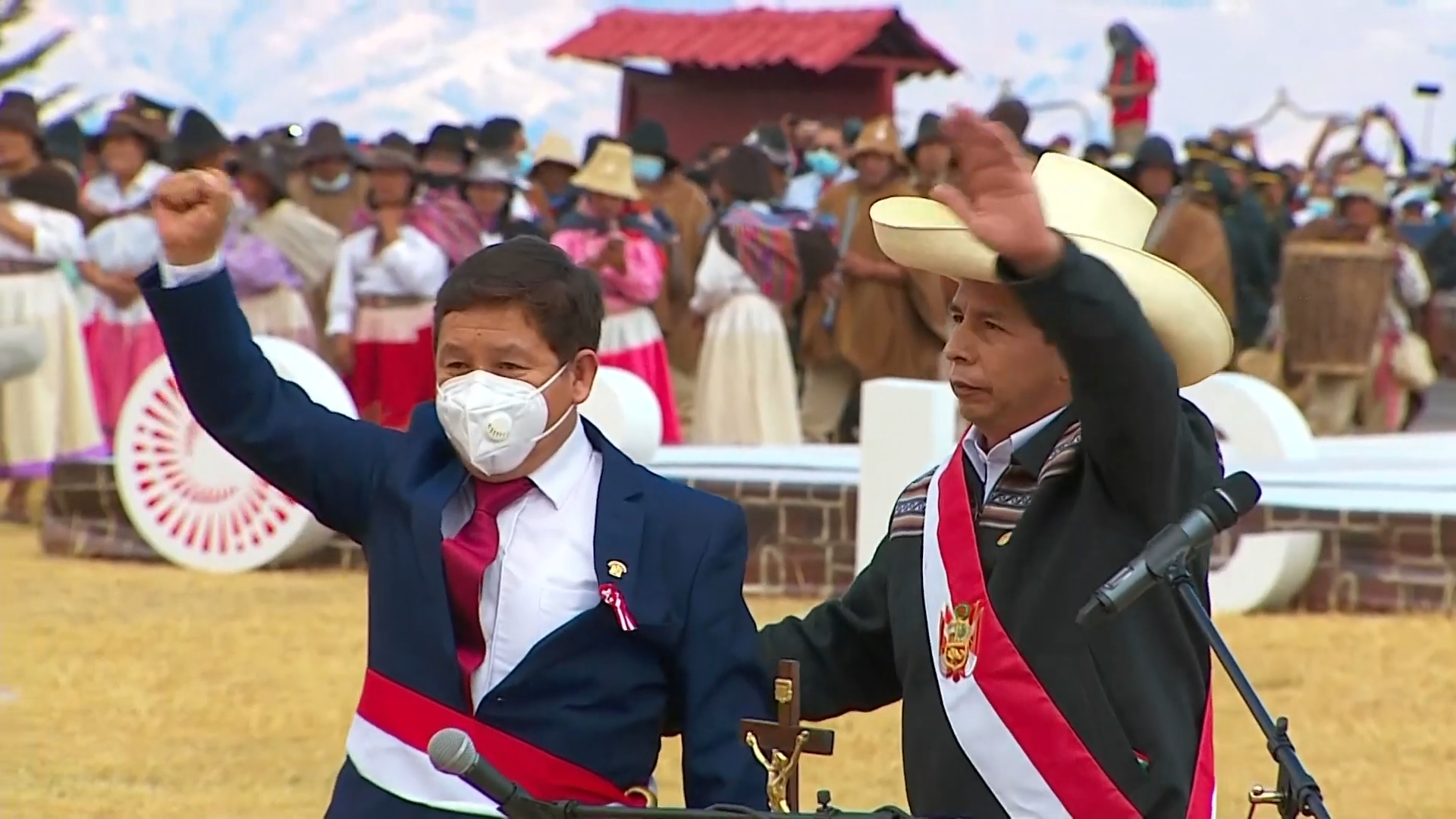
El congresista Guido Bellido juramenta simbólicamente el 29 de julio de 2021 en Pampa de la Quinua.

El 28 de julio, Pedro Castillo asumió la presidencia en la tradicional toma de mando. Al día siguiente, 29 de julio, Castillo juramentó de manera simbólica en la Pampa de la Quinua, santuario histórico ubicado en la región Ayacucho. Ese mismo día tomó juramento al congresista Guido Bellido, de Perú Libre, como nuevo presidente del Consejo de Ministros. Esa misma noche, en el Gran Teatro Nacional, juramentaron la mayoría de ministros a excepción de los del Ministerio de Economía y Finanzas y Justicia y Derechos Humanos, que juramentaron al día siguiente debido a una serie de desacuerdos. Esta designación de Guido Bellido trajo duras críticas de parte de los congresistas de oposición, puesto que Bellido habría realizado comentarios a favor del movimiento terrorista Sendero Luminoso y de la fallecida terrorista Edith Lagos. Bellido actualmente es investigado por apología al terrorismo y lavado de activos. La oposición criticó la designación de ministros por su «inexperiencia», y por «no tener el perfil adecuado para el cargo que desempeñaban» por sus supuestos vínculos con grupos extremistas y organizaciones terroristas.
En agosto, el canciller Héctor Béjar renunció a su cargo luego de que un programa periodístico expusiera algunas controversiales declaraciones que realizó el 2020. En estas señalaba que Sendero Luminoso había sido obra de la CIA y que el terrorismo lo había iniciado la Marina con el patrocinio de los Estados Unidos. Más adelante, el premier Bellido protagonizó un incidente con la congresista Patricia Chirinos, de Avanza País, a quien le dijo «solo falta que te violen» luego de su presentación en el Congreso.

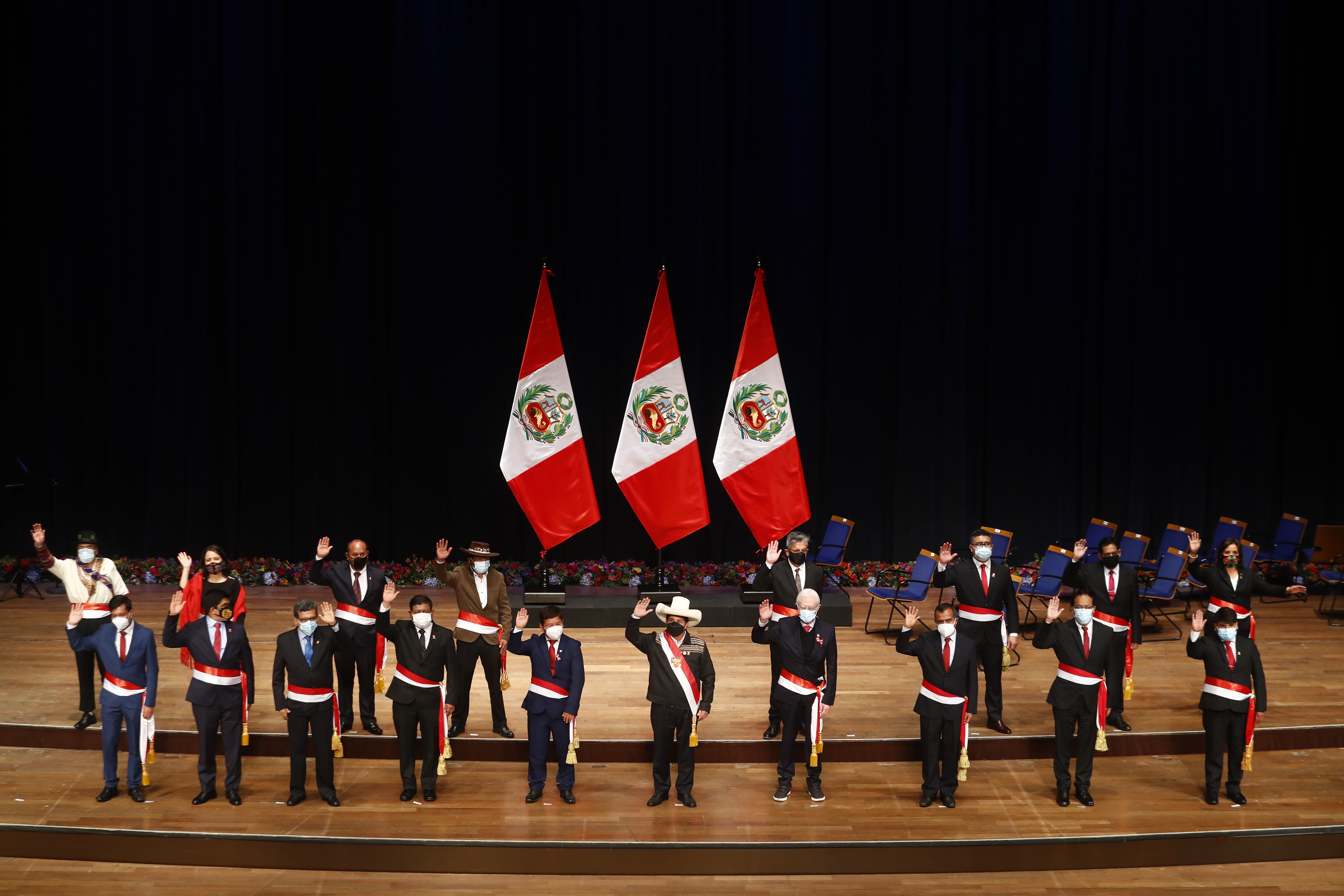
Las especulaciones de la participación de Vladimir Cerrón en el Gabinete Bellido crearon críticas negativas.

La participación de Vladimir Cerrón en los primeros días de gobierno también fue uno de los aspectos más criticados durante este periodo. A pesar de que Castillo declaró que Cerrón no estaría «ni de portero», la designación de cargos importantes a personas allegadas a Cerrón, incluyendo personal sin experiencia y con antecedentes delictivos, aumentó las sospechas y la desconfianza sobre la autonomía de Castillo. Entre otros funcionarios designados se encuentran Waldemar Cerrón, hermano de Vladimir e investigado por lavado de activos, como vocero del partido en el Congreso; Braulio Grajeda, ex abogado de Cerrón encargado de recaudar fondos para su reparación civil, como viceministro de Gobernanza Territorial; y Natalia Jiménez Velásquez, hija del excandidato de Perú Libre al Congreso Manuel Jiménez, como directora de Provías Descentralizado del Ministerio de Transportes y Comunicaciones pese a no cumplir con el requisito de diez años de experiencia en administración pública, por lo que posteriormente su nombramiento quedó sin efecto. Vladimir Cerrón originalmente planeaba postularse para la presidencia, pero no pudo debido a estar sentenciado por corrupción. Tras esto intentó postular a la segunda vicepresidencia de Castillo, pero esto fue declarado improcedente por el Jurado Nacional de Elecciones.
El 6 de octubre, el presidente Castillo dio a conocer la renuncia del premier Bellido al cargo, y al día siguiente, juramentó la excongresista Mirtha Vásquez. Esto provocó el inicio de las divisiones en el partido Perú Libre, ya que un grupo encabezado por el congresista Waldemar Cerrón (hermano del líder del partido Vladimir Cerrón), anunció que no le darían la confianza al nuevo gabinete ministerial. El gabinete obtuvo la confianza el 4 de noviembre, con 68 votos a favor y 56 en contra. El nuevo gabinete ha sido calificado como mucho más moderado que el anterior, pero esto no fue del agrado de una facción de Perú Libre, ya que 16 de sus congresistas le negaron la confianza. Como resultado, en 2022, Cerrón dejó de apoyar al gabinete de Castillo.

### Consorcio Tarata III

#### Reuniones en su domicilio de Breña
Castillo fue cuestionado numerosas veces por su decisión de no atender juntas en el Palacio de Gobierno, incluso llegó a declarar en su mensaje a la Nación que «no gobernaría desde allí» y planteó la propuesta de convertir el recinto en un museo. En medio de esa polémica, en noviembre de 2021 el programa Cuarto Poder lanzó unos reportajes donde se acusaba a Castillo de realizar reuniones secretas no informadas en su domicilio ubicado en el distrito de Breña. Según el registro de las cámaras, se realizaron tres visitas: el 20 de octubre de Carlos Ponce, quien llegó en un vehículo a nombre de la Empresa de Representaciones María de Jesús E. I. R. L.; el 5 de noviembre de otro vehículo a nombre de la empresa Mazavig S. A. C. liderada por el acusado por lavado de activos Marco Antonio Villaverde; y el 10 de noviembre de Jaqueline Perales Olano, gerente general de la Superintendencia Nacional de Bienes Estatales. Posteriormente, el mismo programa captó la presunta visita de Karelim López, empresaria y allegada del ex secretario Bruno Pacheco, realizada el 19 de noviembre. López se reunió 41 veces con diferentes instituciones del Estado entre julio y diciembre de 2021. El 6 de marzo de 2022, el programa Punto final entrevistó al dueño de la vivienda, Alejandro Sánchez. En esa entrevista, el dueño reconoció que, por su amistad con Castillo, le ofreció un espacio personal hacia el entonces presidente.

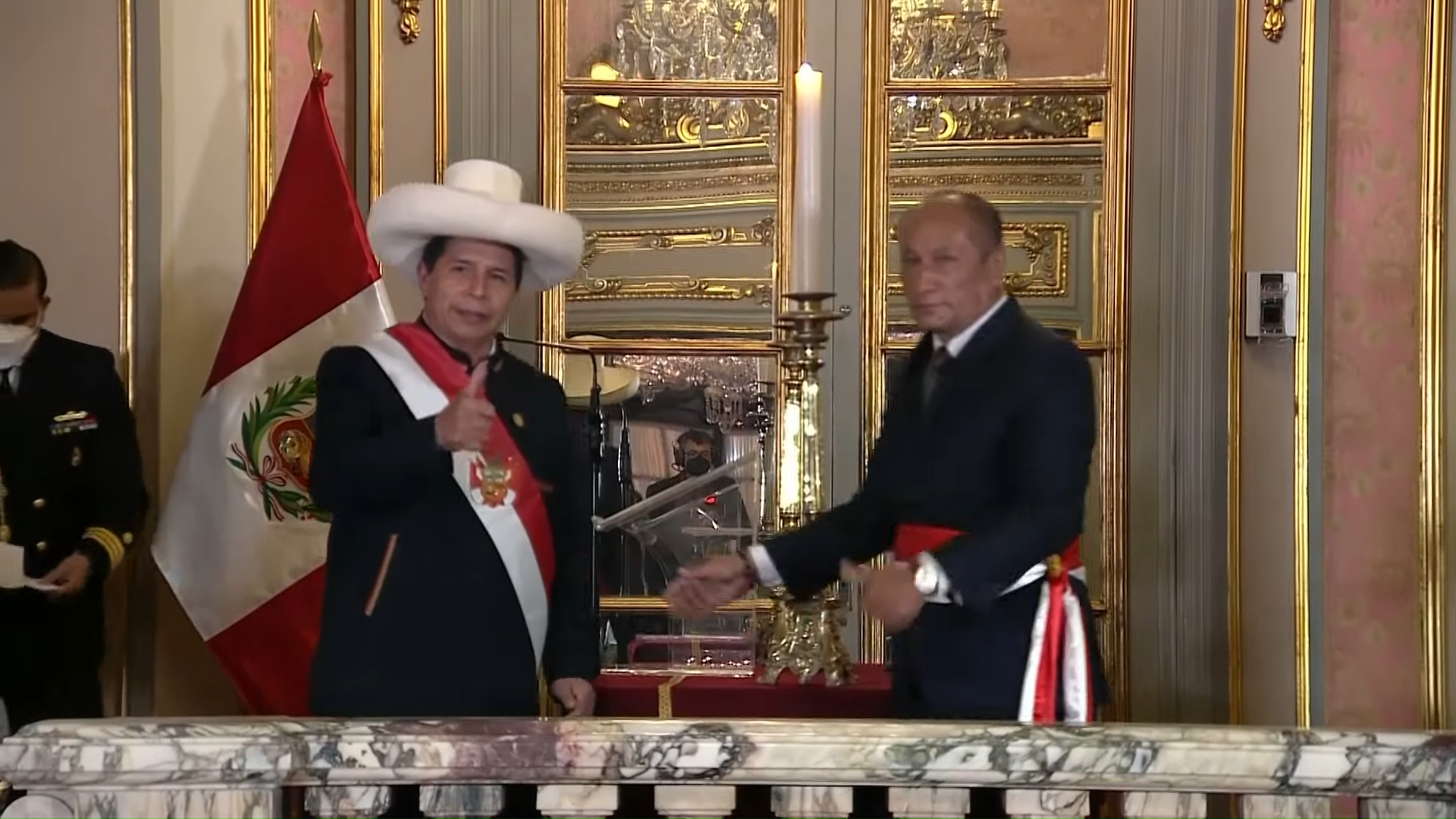
El exministro Juan Silva estuvo acusado de ser el principal testaferro del expresidente Pedro Castillo como parte de la investigación en su contra. Se estima que está en la Venezuela del gobierno de Nicolás Maduro tras dictarle una orden de detención preventiva en su contra.

El escándalo salió a la luz luego de que el consorcio Tarata III, ambos vinculados a su participación, obtuviera la licitación de la construcción del Puente Tarata sobre el Río Huallaga. El consorcio Tarata III, formado por tres empresas (Tableros y Puentes, H. B. Estructuras Metálicas y Termirex) con Marco Antonio Pasapera como fundador, obtuvo la contratación de 232,5 millones sin contar con los criterios técnicos para la construcción de la obra. Las visitas involucraron a Juan Silva, quien asumió la cartera de Transportes y Comunicaciones, para autorizar la construcción de la obra, que posteriormente pasó como investigado por la Comisión de Fiscalización en abril de 2022.
López había visitado Palacio de Gobierno siete veces, manteniendo comunicación con Castillo y Pacheco. La empresaria se defendió diciendo que representaba al grupo Arcose (operado por el familiar de Marco Antonio, Héctor Antonio Pasapera), sin embargo, este también se encontraba involucrado con el consorcio. El propietario de la vivienda de Breña negó que Castillo haya tenido una reunión con López, a pesar de que se produjo la visita.
Castillo se defendió de las acusaciones afirmando que las reuniones fueron «de carácter personal»; sin embargo, la congresista de Perú Libre, Katy Ugarte, manifestó que las reuniones sí tocaron temas políticos y magisteriales. La Procuraduría General del Estado y la Contraloría General de la República abrieron una investigación por las visitas irregulares fuera de Palacio de Gobierno. Además, la Comisión de Fiscalización del Congreso citó a Aníbal Torres, debido a que Karelim López lo señaló como autor de presiones contra Bruno Pacheco.

#### Primer proceso de vacancia
En ese contexto, el Congreso de la República, decidió aprobar una primera moción de vacancia contra el presidente Castillo, lo cual contó con el apoyo de las bancadas de Fuerza Popular, Renovación Popular y Avanza País. En diciembre de 2021, la moción de vacancia fue rechazada con 76 votos en contra y 46 a favor; y, por consiguiente, no fue admitida a debate a pesar de la solicitud del 25 de noviembre pasado.

#### Primera investigación del Ministerio Público
El 5 de mayo de 2022, el Ministerio Público abrió una investigación preliminar contra el exministro Juan Silva y seis congresistas de Acción Popular (AP) apodados «Los Niños» en el caso Puente Tarata III, cuyas evidencias se obtieneron del informe de la fiscal Luz Taquire. Posteriormente, el entonces fiscal Pablo Sánchez justificó que Castillo estaría involucrado en una supuesta organización criminal. Según el defensor de pueblo de ese año, Walter Gutiérrez, la saliente fiscal de la Nación Zoraida Ávalos no vio probable que una persona de alta investidura sea acusada por delitos comunes o de corrupción.
El exprocurador César Azabache señaló que la investigación sería un hito en la historia del país al tratarse de una interpretación del artículo 117 de la Carta Magna de 1993.

### Irregularidades en ámbito de seguridad
El excomandante general del Ejército José Alberto Vizcarra Álvarez declaró en noviembre de 2021 que el presidente Pedro Castillo lo retiró porque no aceptó ascender a los recomendados por Castillo debido a «que era imposible porque sus puntajes no sobrepasaban a los demás candidatos, me manifestó si se podía hacer algo, le dije que podía darle una vacante por decreto, pero le advertí que el impacto negativo iba a ser grande». Además, denunció que el secretario presidencial Bruno Pacheco y el ministro de Defensa Walter Ayala ordenaron el ascenso irregular de dos coroneles del Ejército a cambio de jurar lealtad al presidente. El entonces general Vizcarra, días después de sus declaraciones, pasó al retiro.
El exsubcomandante de la Policía Nacional del Perú Javier Bueno denunció que hubo interferencia de Castillo en los ascensos en la policía. Tras la denuncia, la Comisión de Defensa del Congreso de la República citó a Javier Bueno para que dé su declaración al respecto.
En julio de 2022 la fiscal Patricia Benavides, elegida el mes anterior bajo una sesión extraordinaria de la junta y que apoyó la posibilidad de investigar a un presidente de la República en funciones, incluyó a Castillo como implicado en la organización en el proceso de los ascensos tanto militares como policiales. Según la Fiscalía, los ascensos generaron ingresos de la US$120 mil al despacho del gobierno.

#### Descubrimiento de El Español
En marzo de 2023 el Equipo Especial de la Fiscalía contra la Corrupción detuvo a Jorge Hernández, alias El Español, supuesto operador de la red de inteligencia paralela de Pedro Castillo. Este fue punto relevante para el descubrimiento del sistema irregular de ascensos del Ministerio del Interior y la Policía Nacional, a través de conversaciones filtradas del comandante general de la PNP, Raúl Alfaro; además de espiar a la fiscal de la Nación Patricia Benavides, la fiscal superior Marita Barreto y el jefe del Equipo Especial, el coronel PNP Harvey Colchado. El Español admitió ante la Comisión de Fiscalización en el Congreso ser colaborador eficaz.

### Nombramientos en la gerencia de Petroperú
Los primeros registros del Palacio de Gobierno vinculados con la clínica La Luz datan de septiembre de 2021, en que aparece en las visitas a su fundador nacido en Chota, Fermín Silva Cayatopa. Si bien Castillo usa la clínica para realizar diagnósticos médicos debido a su amistad con el fundador, posteriormente se realizaron varios encuentros entre el despacho presidencial y los representantes de la empresa, e involucraron el reclutamiento de Hugo Chávez Arévalo como gerente de la empresa Petroperú.  En marzo de 2022, en una entrevista con Milagros Leiva, Chávez Arévalo admitió que Silva le reclutó, hecho que el propio empresario admitió ante el Ministerio Público haber entregado dinero.
Los hechos coinciden con la contratación de Heaven Petroleum Operators (operado por el empresario Samir Abuyadeh) por parte de Petroperú, que surgió una serie de irregularidades en la licitación para la adquisición de biodiésel B100 y abastecer combustible al país. En febrero de 2022, la Fiscalía allanó las viviendas de los implicados Samir Abudayeh, Hugo Chávez Arévalo y Karelim López (socia de Abudayeh) a través de su operativo Resplandor 2022. También, en febrero de 2022, la Contraloría General de la República denunció la existencia de amenazas del mencionado gerente hacia sus trabajadores.

### Declaraciones de Karelim López
El 28 de febrero de 2022, la lobista Karelim López, declaró ante el Ministerio Público, como aspirante a colaboradora eficaz, y dijo que el presidente Pedro Castillo, encabezaba una mafia en el Ministerio de Transportes y Comunicaciones, junto con el ministro Juan Silva y cinco legisladores del partido Acción Popular, a lo que Karelim llamó como «Los Niños». Tras estas revelaciones, el ministro Silva renunció al cargo,  el mismo día en que el Congreso había decidido aprobar una moción de censura en su contra. Más adelante, en marzo del mismo año, juramentó el nuevo ministro Nicolás Bustamante, en reemplazo de Silva.

#### Segundo proceso de vacancia
En marzo, el Congreso decidió promover una segunda moción de vacancia contra el presidente Castillo, lo cual no fue aprobada con 54 votos a favor, 55 en contra y 19 abstenciones.

### Investigación a funcionarios cercanos al presidente
En febrero de 2022, Carlos Jaico, renunciante secretario general, señaló la existencia de un gabinete alterno debido a la falta de toma de decisiones que ejerce el presidente. Este entorno palaciego se le llamó extraoficialmente «gabinete en la sombra», término recurrido en el dominical Panorama y el diario El Comercio. En marzo del mismo año, la Fiscalía abrió una investigación a funcionarios cercanos por el presunto delito de organización criminal. En octubre de 2022 se realizó el operativo Valkiria II por solicitud del Equipo Especial de Fiscales contra la Corrupción en el Poder para el allanamiento de Beder Camacho y otros asesores.
Pachecho, el sucesor en la secretaría de Palacio, es una de las figuras clave en la investigación de varios casos cercanos al presidente Castillo debido a su confianza depositada en él. El 19 de noviembre de 2021, agentes del Ministerio Público realizaron una inspección y allanamiento en el Palacio de Gobierno de documentos y equipos electrónicos como parte de una investigación por presunto tráfico de influencias.

### Acceso al mar para Bolivia
En una entrevista dada al periodista Fernando del Rincón del canal CNN en Español, Castillo manifestó que era un «clamor de Bolivia» tener acceso al mar. Consultado sobre sus declaraciones anteriores en apoyo a esa idea, manifestó que las había emitido cuando «ni siquiera se me pasó por la cabeza ser candidato». Añadió que consultaría «al pueblo» sobre la salida al mar para Bolivia, sin definir por medio de qué mecanismo. Sectores de la oposición calificaron a las declaraciones dadas por Castillo como «traición a la patria».

#### Denuncia constitucional
El 9 de agosto de 2022, el congresista Wilson Soto presentó un informe de la Subcomisión de Acusaciones Constitucionales en que se denuncia constitucionalmente por «traición a la patria» al citar los artículos 32, 54, 110 y 118 (incisos 1, 2 y 11) de la Constitución Política del Perú. El proceso, que comenzó en febrero de ese año, incluye la entrevista realizada para CNN que consideró un posible referendo para ofrecer salida al mar a Bolivia. En junio de ese año la Primera Sala Constitucional de Lima rechazó el derecho de habeas corpus a Castillo.
El 11 de noviembre, la Subcomisión de Acusaciones Constitucionales, aprobó admitir la denuncia constitucional contra el presidente Castillo por «traición a la patria».

### Paro de transportistas y manifestaciones
En marzo, se dio inicio a una serie de manifestaciones por parte de un grupo de transportistas, quienes estaban en contra del alza del precio del combustible, debido a que este incremento en los productos hace que su negocio ya no sea rentable. En abril, en la ciudad de Huancayo, Junín, se registraron fuertes disturbios y saqueos en distintas tiendas de la ciudad, que dejó un muerto en dichas manifestaciones.
El 4 de abril, un grupo de transportistas lideró otra manifestación en la Carretera Central, que terminó en enfrentamientos con la Policía y asaltos a las tiendas. A través de un Mensaje a la Nación, el presidente Pedro Castillo, anunció que el Consejo de Ministros decretó declarar en estado de emergencia, las ciudades de Lima y Callao, así como también decretó el toque de queda desde las 2:00 a. m., hasta las 11:59 p. m., del 5 de abril.
Ese día, miles de personas salieron a protestar a las calles, en rechazo al toque de queda y exigiendo la renuncia del presidente Castillo. Sin embargo, esas protestas se tornaron violentas cuando un grupo de vándalos provocó disturbios y saqueos en el centro de Lima. Ante esa ola de reclamos de la ciudadanía, el presidente Castillo, anunció que su gobierno, decidió dejar sin efecto el toque de queda.

### Alejamiento y renuncia a Perú Libre
El 30 de junio de 2022, renunció a la militancia en Perú Libre un día después de que el partido emitiera un comunicado pidiendo su salida como paso previo a la apertura de un proceso disciplinario. En el escrito se le acusó de promover la desunión de la agrupación y de implantar políticas contrarias al programa electoral, quedando Pedro Castillo así como un político independiente.

### Irregularidades de las obras de edificación
El Ministerio Público, a través del Equipo Especial contra la Corrupción de Poder, estableció en su tesis de agosto de 2022 una posible organización criminal para «ganar licitaciones de manera fraudulenta en [pro] de otras provincias y/o departamentos». El canal Willax, en su reportaje del programa dominical Contracorriente, apodó como el «club chotano de la construcción», al incluir coordinadores y testaferros en su operación. Posteriormente, fue vinculado con el caso Los Chiclayanos, responsables de una serie de envíos de fondos públicos para la ejecución de obras públicas a través de decretos de urgencias por el ministerio de Vivienda en el gobierno de Castillo.
Uno de los integrantes vinculados con la construcción irregular de obras es Yenifer Paredes, hija putativa del presidente Castillo y hermana de Lilia Paredes, que trabajó para empresas constructoras del departamento de Cajamarca, operadas por la familia Espino Lucana y amigos según el reportaje del dominical Cuarto poder en julio de 2022.
El 9 de agosto de 2022 se dictó una detención preliminar por 15 días para Paredes, los hermanos Espino y el alcalde Medina Guerrero. Al día siguiente, la hija putativa de Castillo se entregó a la justicia. En respuesta a las investigaciones, el 9 de agosto Pedro Castillo declaró un mensaje de la Nación en el que calificó a dichas investigaciones de «show mediático».
Las obras irregulares fueron también marcadas por parte de convenios con la empresaria Sada Goray junto a funcionarios públicos, que terminó en la paralización de las mismas. El ministerio de Vivienda de Geiner Alvarado también estuvo involucrado, en especial al fondo Mivivienda, que fue responsable de hacer iniciativas para edificar nuevas viviendas a los peruanos que necesiten.
Un detalle relevante fue posteriormente descubierto por su sucesora Hania Pérez de Cuéllar, al señalar que «hubo una primera auditoría que dio luces sobre el caso de Sada Goray que amplió el caso». En febrero de 2023 Luis Mesones Odar confirmó supuestos casos de privilegio de edificaciones bajo el programa sector Vivienda. En este caso participó Mauricio Fernandini, responsable de invitar una reunión de Alvarado con Goray por mensaje escrito, quien estuvo de colaborador eficaz.
En julio de 2023, la Policía arrestó tanto a Goray como a Fernandini, para que sean juzgados por el soborno hecho para Salatiel Marrufo, para luego ser enviados a prisión en agosto del mismo año.
En mayo de 2024, el Poder Judicial, ordenó la libertad inmediata de Mauricio Fernandini, asimismo, en julio del mismo año, el Poder Judicial, revocó la orden de prisión preventiva para Sada Goray, ordenando su inmediata libertad.

### Denuncia constitucional contra Pedro Castillo

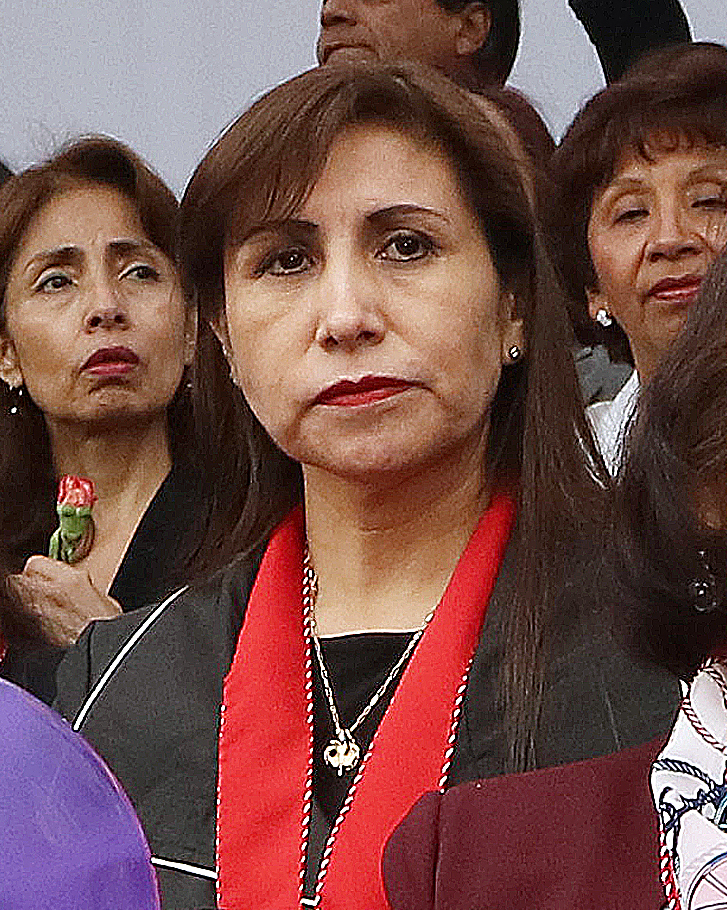
Pese a sus cuestionamientos académicos, la fiscal de la Nación elegida en 2022, Patricia Benavides, ha sido acusada por tener una alianza con sectores conservadores del Parlamento y de la política nacional para mantenerse en el cargo. Según IDL, es una de las figuras importantes en el grupo de poder conservador. En diciembre del 2023, fue suspendida de su cargo por estar implicada en varias acusaciones de corrupción.

El 11 de octubre, la fiscal de la Nación, Patricia Benavides, anunció, a través de una conferencia de prensa, que presentó una acusación constitucional contra el presidente Pedro Castillo, por encabezar una red criminal desde Palacio de Gobierno. Asimismo, esta denuncia, implicó un colectivo conformado por su familia y también por los exministros del Gobierno, como Juan Silva y Geiner Alvarado, además de los congresistas de Acción Popular, denominados «Los Niños» (que actuaban como supuestos tránsfugas). La fiscal, además, dijo que la denuncia sería presentada ante el Congreso de la República, y que el Parlamento, tendría que tomar la decisión de archivar la denuncia o suspender al presidente Castillo del cargo.
Según declaraciones del fiscal adjunto supremo, Marco Huamán Muñoz, el expediente contiene más de 192 elementos de convicción (pruebas), algunos de ellos no revelados durante su investigación. Como represalia, el gobierno solicitó a la OEA la activación de la Carta Democrática para la supervisión del proceso, en que el informe preliminar difundido por el vocero Eladio Loizaga mostró la existencia de «una guerra civil entre las instituciones públicas».
El 16 de noviembre, la Subcomisión de Acusaciones Constitucionales, aprobó la denuncia constitucional de la fiscal Benavides contra el presidente Castillo, por los delitos de tráfico de influencias y colusión agravada.

## Intento de autogolpe de estado, destitución y arresto

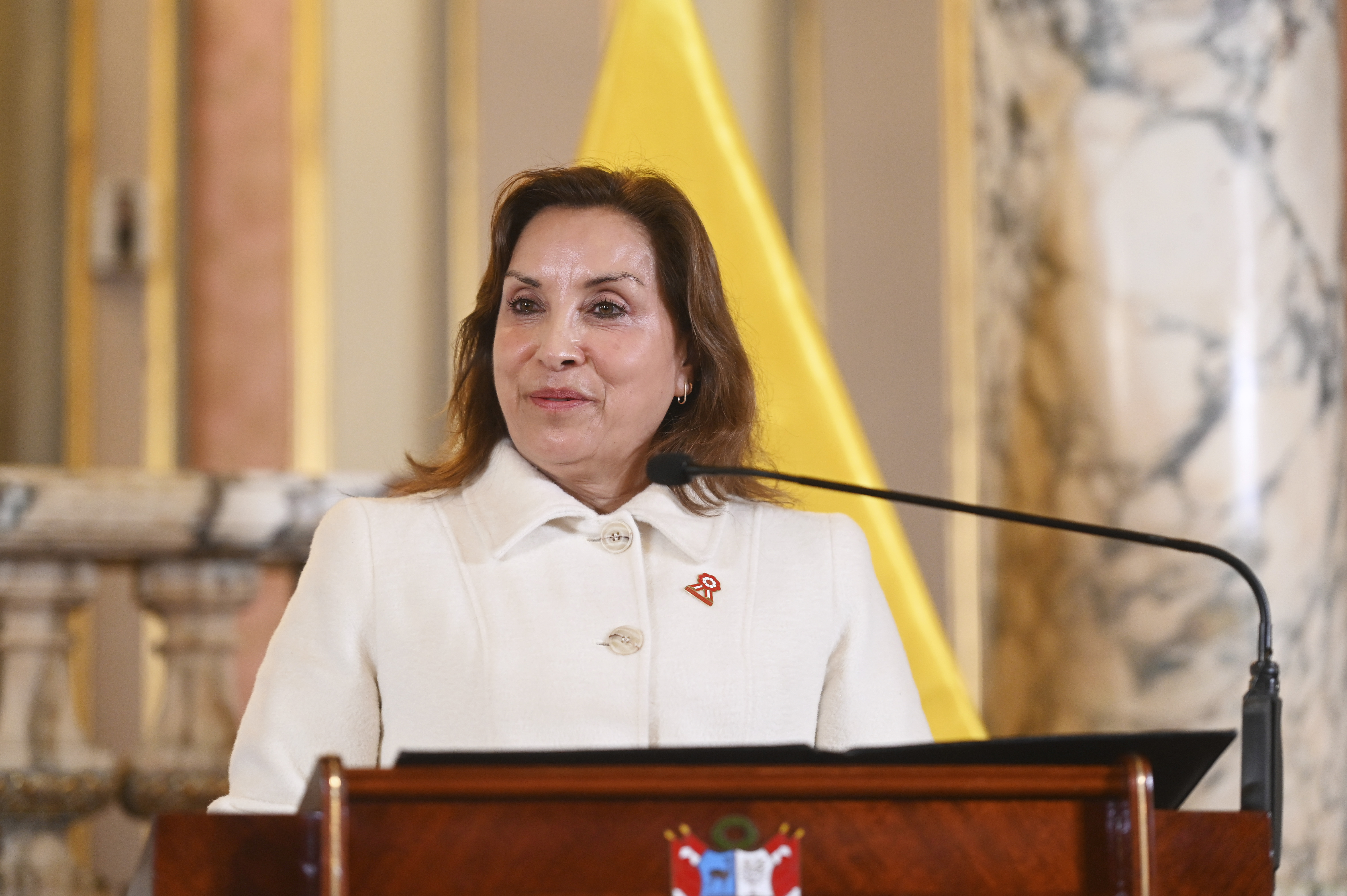
Dina Boluarte asumió la presidencia del país tras la destitución de Pedro Castillo, convirtiéndose así en la primera mujer en ascender a la presidencia del Perú.

Durante su campaña presidencial, Castillo ya había declarado que disolvería el Congreso en caso de que el parlamento no atendiera su propuesta para cambiar la Constitución. Además, insistió en su propuesta para desactivar y reformar el Tribunal Constituional porque «no defienden los derechos de los ciudadanos».
El 8 de noviembre de 2022 Aníbal Torres le solicitó al parlamento votar una cuestión de confianza para reformar la Ley 31355, la cual modificaba el procedimiento parlamentario para disolver el Congreso y llamar a elecciones. El Congreso archivó la petición de reforma del Ejecutivo, por lo cual el 11 de noviembre Castillo advirtió: «Hemos declarado ante el Parlamento una prerrogativa del Ejecutivo, como es la cuestión de confianza. Hoy conocemos la respuesta. Debo anunciar que el Ejecutivo dará también una respuesta en las próximas horas al pueblo peruano». El 14 de noviembre, Torres volvió a pedirle al parlamento que votara otra cuestión de confianza para derogar otra ley, la 31399, que fue aprobada en enero de 2022 y que modificó el referéndum. El Gobierno se opuso a la norma alegando que impedía la participación de los ciudadanos de forma directa. El 24 de noviembre, la Mesa Directiva del Congreso rechazó la cuestión de confianza. El presidente del Parlamento y apoyado por la derecha política, José Williams Zapata, explicó que la Ley 31399 no ameritaba una cuestión de confianza por no ser una política general de gobierno, que era precisamente la restricción que el propio Legislativo había puesto con la norma anterior. El 30 de noviembre, el Tribunal Constitucional determinó que la Ley 31399 tampoco contravenía la Constitución, como alegaba el Gobierno.
Ante esta situación, Aníbal Torres renunció a su cargo como primer ministro, con lo que le abrió las puertas a Castillo para disolver el Congreso, pues según la norma, el Ejecutivo puede conformar un nuevo gabinete y solicitar la segunda votación. Si esta también se vota en contra, el presidente puede optar por la disolución. Sabiendo este contexto, los legisladores iniciaron una tercera moción de vacancia por «incapacidad moral».

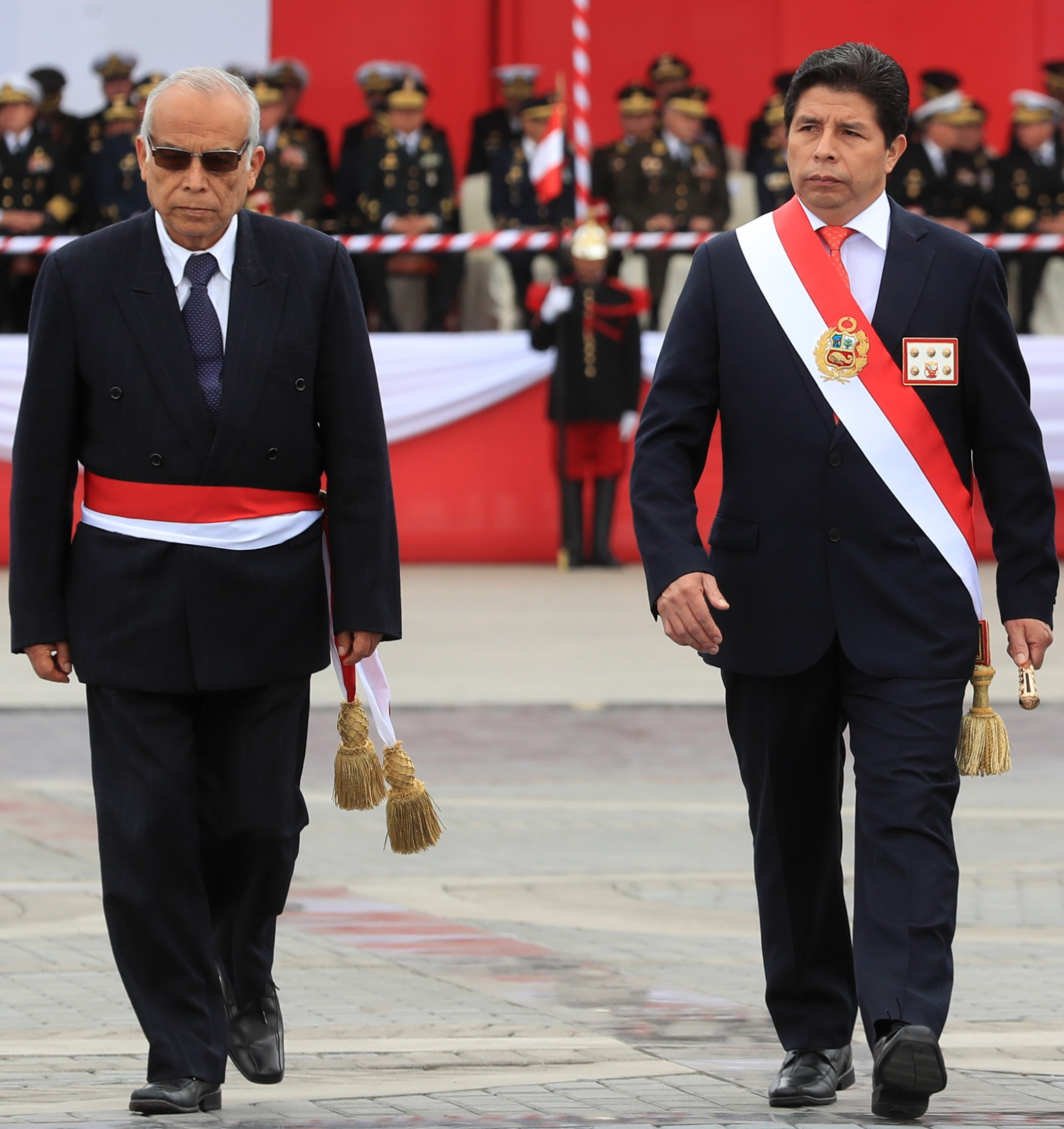
El ex primer ministro, Aníbal Torres y el presidente Pedro Castillo fueron arrestados pocas horas después del intento de autogolpe de Estado que pretendía realizar el gobierno.

El 7 de diciembre de 2022, a pocas horas de que se diera la votación por la tercera vacancia, el presidente Pedro Castillo anunció en un mensaje a la nación el cierre del Congreso, la intervención del Poder Judicial, el Ministerio Público, la Junta Nacional de Justicia y el Tribunal Constitucional, la convocatoria a elecciones congresales y un toque de queda que empezaría a las 10:00 p. m. de ese mismo día. Tras esto diversas instituciones, líderes políticos y medios de comunicación criticaron y condenaron este acto por ser inconstitucional e ilegal y lo compararon con el autogolpe que dio el expresidente Alberto Fujimori de 1992. Las Fuerzas Armadas no obedecieron la medida por vulnerar la constitución y el poder legislativo peruano destituyó al presidente Castillo de su cargo de Presidente de la República. En efecto, el autogolpe fracasó cuando el Ejército desconoció la orden presidencial de instaurar un estado de excepción, y, por el contrario, se decantó por someterse a los líderes parlamentarios. En ese mismo día, Dina Boluarte juramentó ante el presidente del Congreso José Williams Zapata como presidente de la República, asumiendo el cargo y convirtiéndose así en la primera mujer presidente del país. Esto llevó a que la misma escolta del presidente arrestara a Castillo tras recibir la respectiva orden por la cadena de mando castrense. Castillo fue detenido mientras intentaba llegar a la embajada mexicana donde esperaba recibir asilo político. 
Por otro lado, se marcó un conflicto diplomático a causa de la solidaridad a Pedro Castillo por presidentes de Bolivia y México, entre otros. El Presidente de México Andrés Manuel López Obrador criticó la destitución de Castillo afirmando: «A ellos lo que les interesa son sus privilegios, y sobre todo el privilegio de mandar, y más en este caso que lo consideran de la sierra, se le añade el racismo, entonces no lo quieren». Asimismo, el presidente de Colombia Gustavo Petro solicitó a la CIDH proteger la vida del exmandatario y restaurar sus derechos políticos.
El 8 de diciembre, el expresidente Castillo fue formalmente acusado por la Fiscalía del Perú por los delitos de rebelión y conspiración. Se le impuso una medida preventiva privativa de la libertad de siete días por parte del juez Juan Carlos Checkley de la Corte Suprema de Justicia de la República del Perú, mientras se tramitaba la acusación contra el expresidente por los delitos reseñados. Fue detenido con su esposa Lilia Paredes, quien es investigada por la Fiscalía por tráfico de influencias junto con el ex primer ministro Aníbal Torres, quien se encontraba con el expresidente y su familia al momento de su arresto. Según la Fiscalía Peruana, Pedro Castillo sería cabecilla de una organización criminal que presuntamente involucra a la familia presidencial, congresistas, ministros, funcionarios y empresarios. A pesar de sus posteriores protestas a causa de esos acontecimientos, el Tribunal Constitucional declaró solucionado la etapa crítica de la crisis por el intento de autogolpe.

## Gobierno de Dina Boluarte y protestas posteriores (2022-presente)
Como resultado del arresto del presidente, se dieron protestas en varios puntos del país, especialmente en los departamentos del sur, donde Castillo obtuvo la mayor votación. Asimismo, tras la posesión de la nueva presidente por parte del Congreso, se dieron bloqueos de la autopista Panamericana en Ica y Arequipa. Los protestantes identificaron el arresto de Castillo como un «golpe de Estado», exigieron la disolución del congreso, la convocatoria de una asamblea constituyente y la renuncia de la presidente Dina Boluarte, en que calificaron supuestamente a esta última como «gobierno cívico-militar».
El diario The Economist cuestionó tal argumentación e interpretó que «[los] pueblos indígenas y rurales, entre los cuales Castillo hizo campaña con promesas de cambiar el statu quo, están particularmente enojados». Algunos gobiernos subnacionales, incluido el gobernador de Ica, solicitaron a la nueva presidente constitucional Dina Boluarte adelantar elecciones para evitar el surgimiento de focos de insurgencia en las provincias del país, al igual que congresistas y organizaciones sociales. Se recurrieron en casos extremos a la toma de aeropuertos para impedir el acceso aéreo a las ciudades.

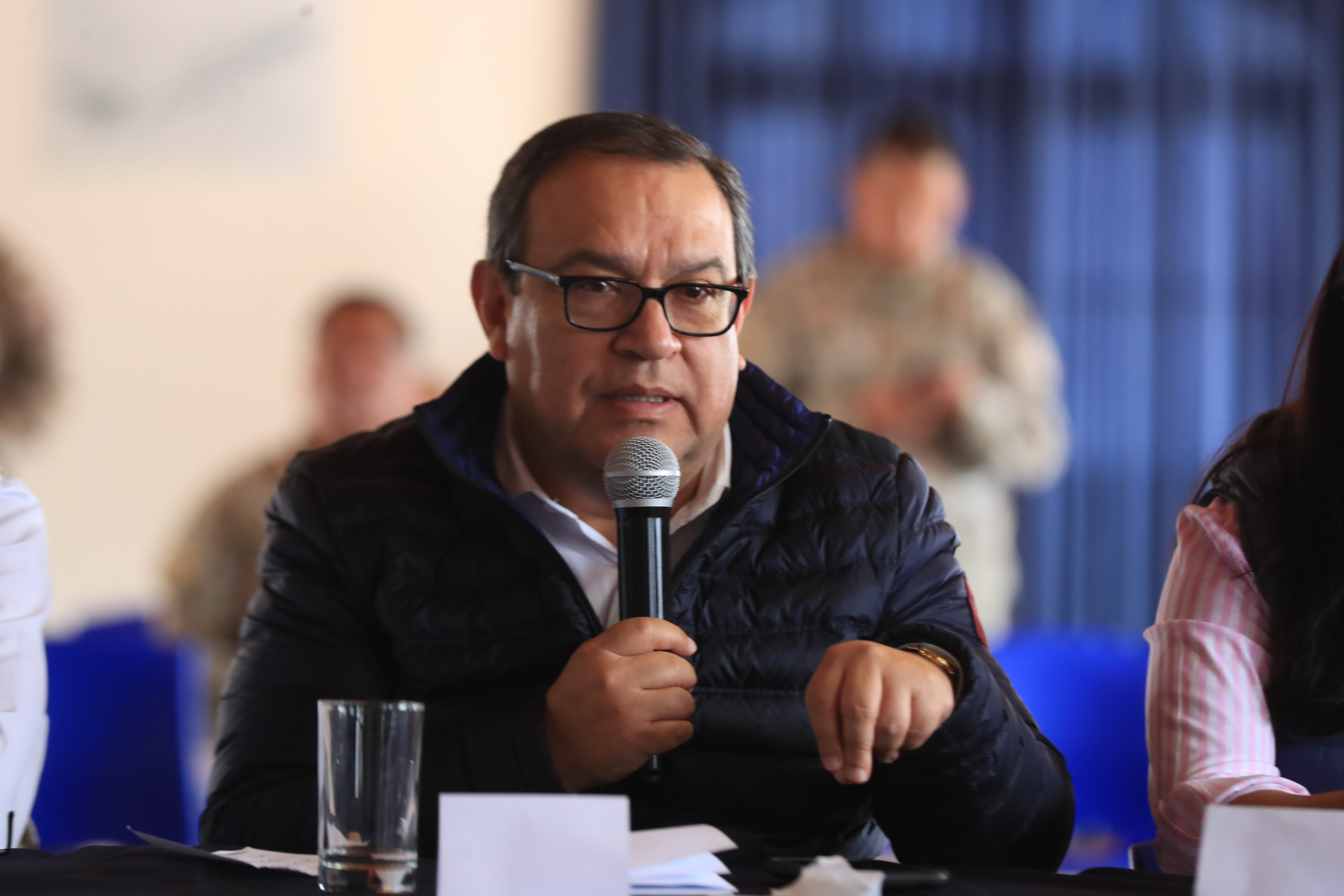
El expremier, Alberto Otárola ha ocupado altos cargos tras la asunción de Dina Boluarte, y algunos lo han cuestionado de ser el nexo político entre el Parlamento y el Gobierno debido a la falta de experiencia política de la presidenta. Su participación concluyó en 2024 tras un escándalo de una contratación irregular filtrada en audio. La presentadora Magaly Medina comparó el escándalo con figuras de la farándula.

Los eventos fueron citados como convulsión social, mientras que los medios internacionales y algunos locales calificaron a esos sucesos de «estallido social».
Sobre la llegada de Boluarte al gobierno, el politólogo Alberto Vergara advirtió durante un evento organizado por Diálogo Interamericano que «es la continuidad degradada de Castillo». Mientras que la agencia Europa Press señaló que «la llegada de la primera presidenta en la historia del país no ha resuelto como se creía esta crisis, cuyo último capítulo se resiste a ser escrito». El Índice de Democracia de 2024 clasificó al Perú como un «régimen híbrido», destacando que el indicador de cultura política resulta ser el más deficitario. Este hecho adquiere especial relevancia a la luz del informe de los acontecimientos del 2023, que señala que dicho indicador se encuentra «entre los más bajos de la región, lo cual refleja una polarización extrema y una elevada tolerancia hacia normas militares». Además, S&P Global Ratings rebajó la calificación del país a BBB- desde BBB, lo que llevó al primer ministro a instar a los políticos a «no dispararse a los pies». Tras la rebaja, el ministro de Economía y Finanzas, José Arista, reconoció la fragilidad gubernamental en medio de las disputas con otros ministros.
En febrero de 2023, en que se desarrollaron los eventos de protestas, el Tribunal Constitucional aprobó dictámenes que permiten al poder parlamentario a elegir representantes del ámbito judicial, incluido al futuro defensor del pueblo. La CIDH recomendó que se considere el balance de poder y «rodear de garantías de legitimidad y credibilidad al Sistema Electoral y al Poder Judicial para ejercer sus mandatos con independencia y autonomía». Además, las autoridades del JNE y la ONPE no participaron en el mensaje a la Nación del 28 de julio.
A diferencia del gobierno de Pedro Castillo, que consiguió la censura de cuatro ministros al año, el mandato de Boluarte fue menos agresivo para el Congreso, y solo consiguió censurar a un ministro a los once meses transcurridos. Adicionalmente, la nueva jefa de Estado manifestó participar en la conmemoración a la Constitución de 1993, que prometía derogarla en su campaña de 2021.
Desde el Ministerio Público, su máxima autoridad, Patricia Benavides, fue acusada de formar parte de una organización delictiva que tomaría decisiones políticas. En respuesta a las acusaciones, Benavides se negó a renunciar y anunció que denunciaría a la presidenta Boluarte y al primer ministro Alberto Otárola. Tras la denuncia, Boluarte manifestó extrañeza en una rueda de prensa y calificó la denuncia de «maniobra política». Finalmente, Benavides perdió su puesto de fiscal de la Nación, pero las nuevas revelaciones que estuvieron bajo investigación del Ministerio Público continuaron. Varias investigaciones, como el Rolexgate, fueron presentadas al Congreso, pero este hizo caso omiso de muchas de ellas.
Desde la salida de Benavides, el Ministerio Público ha estado en el punto de mira del Gobierno de Boluarte y uno de los ministerios, el de Cultura, ha publicado un artículo en el que lo señala como promotor de un «golpe de Estado blando» contra la presidenta de la República. El portavoz Víctor Cubas denunció que las autoridades investigadas han tomado represalias, disminuyendo drásticamente el monto del presupuesto para operar con normalidad. Además, la entonces fiscal Delia Espinoza denunció que Benavides tenía la intención de recuperar su alto cargo sin cumplir los protocolos administrativos y advirtió a la ciudadanía de que «parecería el primer paso de un golpe de Estado contra el estado democrático del país».
Para 2024, Boluarte acumuló nueve denuncias relacionadas con los delitos de homicidio, lesiones graves, enriquecimiento ilícito, cohecho y abandono del cargo; en 2025, acumuló 34. Ninguna de estas denuncias fue aprobada por la Subcomisión de Acusaciones Constitucionales del Congreso de la República. A su vez, se vislumbraba una situación institucional débil y con contrarreformas estructurales. Los expertos del Atlantic Council advirtieron de un círculo vicioso en el que la inestabilidad alimenta la falta de reformas y viceversa.

### Convulsión social
Desde el mismo día en que la presidenta Boluarte asumió la conducción del país, se reportaron las primeras protestas pacíficas en Puno, Arequipa, Lima y otras regiones. Estas protestas empezaron a tornarse violentas a partir del 10 de diciembre, en la región Apurímac, la que posteriormente se expandiría al resto del país. Las manifestaciones estuvieron acompañadas de jornadas violentas, creación de organizaciones, crisis política y social, desabastecimiento y pérdidas económicas. Se exigía principalmente la renuncia de la presidenta Dina Boluarte, el cierre del Congreso y la inmediata convocatoria a elecciones generales, mientras que otras facciones más radicales o politizadas exigían la instalación de una asamblea constituyente, la liberación del expresidente Pedro Castillo y la independencia o federalización de los departamentos del sur.
Las marchas tuvieron el apoyo de numerosas organizaciones, facciones y políticos tanto de derecha como de izquierda. En las protestas de 2023, las organizaciones predominantes fueron la Coordinadora Macrorregional del Sur, la Confederación General de Trabajadores del Perú (CGTP), y el SUTEP.
La convulsión se esparció a casi todo el territorio peruano, y aunque numerosas regiones presentaron enfrentamientos, disturbios y otras alteraciones del orden público. Fueron cinco los frentes relevantes de conflicto: Lima Metropolitana, Puno, Apurímac, Madre de Dios e Ica. No obstante, las convocatorias no mermaron la fortaleza del Congreso, institución que incrementó su control político debido a un fallo del Tribunal Constitucional, invalidando la denuncia contra el asumido acalde de Lima Rafael López Aliaga, quien en un mitin profirió amenazas de muerte contra Pedro Castillo. El órgano finalmente obtuvo el respaldo de Boluarte en 2024.
Los fallecimientos por el uso excesivo de la fuerza por parte de las fuerzas de seguridad fueron presentados ante la Comisión Interamericana de Derechos Humanos. Sin embargo, la Procuraduría General del Estado, a cargo de Daniel Soria Luján, remitió a la Fiscalía de la Nación para su revisión los reclamos realizados ante la jurisdicción internacional. Por otro lado, la Fiscal de la Nación, Patricia Benavides, encargó al equipo Lava Jato, sin la participación del fiscal de renombre Rafael Vela, que se encontraba de licencia por enfermedad, la investigación de la represión. En un resultado inesperado, Soria y Vela fueron suspendidos de sus puestos días después.
Las manifestaciones que evidenciaban el descontento social impulsaron al gobierno a adoptar medidas cada vez más autoritarias. Tras la agresión sufrida por la mandataria Boluarte en el año 2024, un año después de iniciadas las protestas, el Poder Judicial se pronunció proponiendo sanciones para quienes agredan a las máximas autoridades, de la misma forma que se aplicó a policías y fiscalizadores de tránsito. En enero del mismo año 2024, obispos de la Conferencia Episcopal Peruana manifestaron en una asamblea plenaria su preocupación por «la crisis de los valores que fundaron la Nación, involucrando a muchos de quienes hoy ejercen el poder en medio de un creciente autoritarismo». También reclamaron continuar las investigaciones por quienes perdieron la vida en las protestas.

### Nuevas irregularidades en el financiamiento de campaña presidencial
El 28 de marzo, el fiscal provincial Richard Rojas incorporó a la presidenta Dina Boluarte, al expresidente Pedro Castillo y al empresario Henry Shimabukuro en una investigación fiscal por organización criminal por supuestos aportes ilícitos durante la campaña electoral del partido político Perú Libre en las elecciones generales del 2021. Shumabukuro es presuntamente responsable de financiamiento ilícito a través del Ranchito Dina Boluarte. En abril de 2023 la ONPE solicitó información sobre los gatos en la campaña a la vicepresidencia aún no declarados. Marcela Saldarriaga, una de las militantes de Perú Libre, fue responsable de revelar las irregularidades del financiamiento hasta su fallecimiento en agosto de 2023.
Shimabukuro culpó al Ejecutivo, Legislativo y a la Fiscalía de la Nación cuando fue detenido en noviembre de 2023. En ese entonces, fue citado de grado o fuerza ante la Comisión de Defensa, presidida por Patricia Chirinos.
En octubre de 2023, se redujo el personal de investigación a Boluarte de 14 a 4 fiscales asignados por «falta de presupuesto».
El semanario Hildebrandt en sus Trece afirmó en junio de 2024 que el Ministerio Público tenía evidencias para señalar que Boluarte sería líder de una presunta organización criminal. En su tesis se tomó la tesis del Equipo Especial de Fiscales contra la Corrupción en el Perú sobre contratos millonarios registrados con empresas que aportaron en la campaña presidencial.

### Medidas políticas por la coalición conservadora
La Oficina Nacional de Procesos Electorales propuso que la asunción de Dina Boluarte al poder dio lugar al nacimiento de una coalición conservadora o autoritaria.
El politólogo Martín Tanaka explicó que «se fueron revelando progresivamente actitudes conservadoras entre los representantes de la izquierda y populistas de la derecha, lo que permitió alcanzar acuerdos contrarios a ciertas lógicas reformistas desarrolladas en los últimos años». El abogado Ronald Cross recurrió al concepto de «cosmovisión conservadora» para referirse a las acciones de la mayoría parlamentaria en la elección de sus autoridades, la realización de reformas administrativas y el mantenimiento de su narrativa para evitar que los opositores cambien la política del país.

#### Cuestionamientos en la elección del defensor del pueblo y otras acciones bajo influencia parlamentaria en común

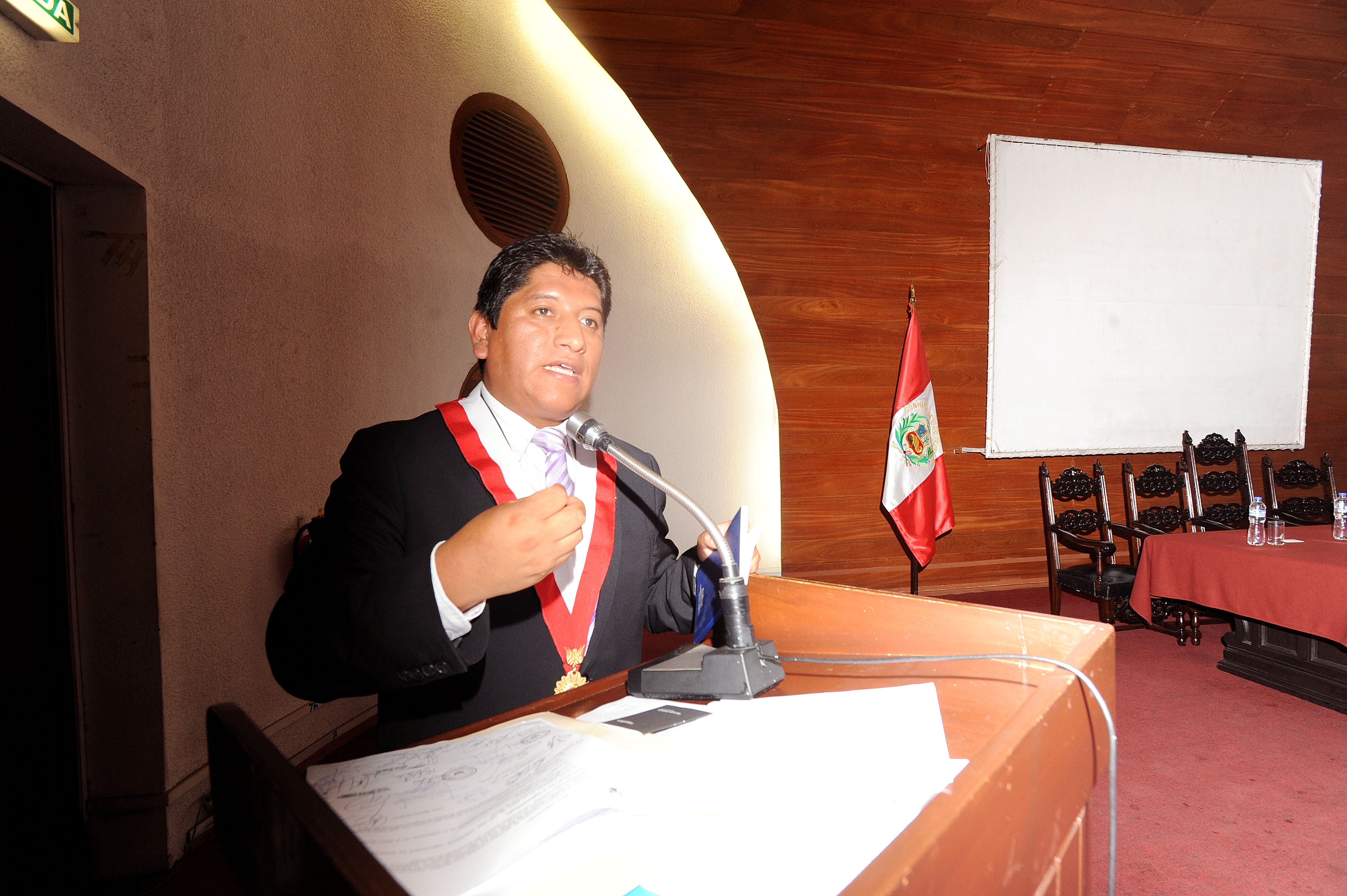
El actual defensor del pueblo, Josué Gutiérrez fue elegido en su cargo tras una elección donde se pusieron de acuerdo sectores del fujimorismo y del Partido Perú Libre, en una elección cuestionable debido al pacto político generado por el Congreso y el Ejecutivo. La gestión de Gutiérrez como defensor del pueblo ha estado acompañada de diversas disputas con funcionarios que abogan por los derechos humanos, lo que ha resultado en renuncias de cargos clave. Además, se ha enfrentado a críticas de grupos que defienden los derechos de las personas con discapacidad y ha impedido que la prensa pueda transmitir la nueva selección de magistrados de la Junta Nacional de Justicia.

Durante el periodo legislativo 2021-2026, Fuerza Popular obtuvo algunas estrategias en común entre Perú Libre, ya sin contar a Castillo como integrante, a pesar de tener posturas casi opuestas: Para mayo de 2023, el partido de izquierda participó en contra de Boluarte en el 80 % de las sesiones, mientras que la derecha se acercó al 60 % a favor. Si bien el medio La República señaló que algunos intereses en común de ambos partidos políticos dataron en 2022, en mayo de 2023 compartió una foto de una reunión, instantes anteriores a la elección de José Gutiérrez como defensor del pueblo, en que se buscaría convencer de una menor presencia judicial en la política nacional.
Guitérrez fue propuesto por el partido cerronista y con ayuda de la banca fujimorista sin recurrir a debate ni justificar las razones, obtuvo los 88 votos requeridos en mayo de 2023. La elección de este político generó polémica por las irregularidades detectadas cuando postuló. Algunos funcionarios decidieron renunciar a la institución por diferencias, mientras que el ahora defensor elaboró un proyecto de ley para establecer a su sucesor por resolución, bajo elección de los congresistas, en lugar de concurso público en que fue convocado. La coalición de Fuerza Popular y Perú Libre continuó con la aprobación de un dictamen para modificar la meritocracia de la Defensoría del Pueblo en noviembre de 2023. Hacia 2025, Waldemar Cerrón confirmó en una conversación privada que los votos de Fuerza Popular se disciplinan antes de tomar decisiones.
Diversos periodistas como Beto Ortiz afirmaron la existencia de tal coalición, mientras que Augusto Álvarez Rodrich señaló la posibilidad de una «repartija» de cargos. Esta unión fue respaldada por el congresista Jorge Montoya, quien afirmó que César Acuña, político de Alianza para el Progreso, y los fujimoristas controlan el Congreso y ahora están aliados con Vladimir Cerrón. A pesar de las acusaciones, ambos partidos (FP y PL) negaron formar una alianza tras aquella elección. Tampoco la vicepresidenta Boluarte negó la participación del fujimorismo en el pacto.
A raíz de las expresas críticas de congresistas ajenas a la alianza política, como Susel Paredes, se produjeron renuncias de miembros críticos del partido político. En junio de 2023, la congresista Silvana Robles renunció a Perú Libre por su aparente «pragmatismo» con el fujimorismo. Al mes siguiente, Jaime Quito, Álex Flores y Alfredo Pariona imitaron la decisión. En septiembre de ese año, la organización expulsó a Jorge Spelucín Aliaga por su postura crítica contra el fujicerronismo, en la que recurrió al calificativo de «tontos útiles».
Las decisiones adoptadas entre la supuesta alianza, posteriormente justificadas en la «ruptura de la hegemonía derechista», generaron diversos comentarios más allá de intereses políticos. El abogado y secretario general de la Asociación Civil Transparencia, Iván Lanegra, y el exdefensor del Pueblo Walter Albán advirtieron un plan para extender el debilitamiento del Congreso a otras instituciones judiciales con el objetivo de concentrar su poder y así debilitar a la oposición de partidos de derecha en una eventual nueva contienda presidencial. A estas críticas, José Ugaz señaló que la participación conjunta entre Congreso y Palacio de Gobierno viene actuando de manera obstruccionista para evitar que el primero se vea obstaculizado en sus intereses. Además, el expresidente Martín Vizcarra responsabilizó a Keiko Fujimori de la situación. El periodista César Hildebrandt también expresó que, por la posible unión de los dos poderes del Estado, «nos hemos quedado sin Tribunal Constitucional, sin Defensoría del Pueblo, sin Fiscalía de la Nación independiente». En julio de ese año, la Federación Internacional por los Derechos Humanos alertó los actos calificados de «ultraconservador» que afectan la autonomía de las instituciones públicas.
Vladimir Cerrón acusó a los detractores de las decisiones políticas, que denominó simplemente «caviarada», al aparentemente desanimar alianzas coyunturales; así mismo, elogió a las renuncias de políticos a su partido político Perú Libre cuando señaló que «la línea procaviar ha sido expectorada del partido». Estas acusaciones incluyeron a la excandidata presidencial Verónika Mendoza, en palabras de Cerrón, por representar «a los intereses estadounidenses con sus ONG, un peligro para el movimiento popular». En cambio, la congresista Gladys Echaíz dijo que «no lo vería cuestionable» tal ayuda para un «fin institucional».
En 2024, representantes de Fuerza Popular y Perú Libre aprobaron un dictamen para impedir que los partidos políticos sean sancionados penalmente. Aquello coincidió con la aprobación de normas que favorecían al crimen organizado (como la Ley 32108), al evitar que fueran investigados. Con la crisis de extorsiones al transporte público, ninguno de los partidos negó en rotundo revetir aquella ley. Cabe destacar que algunos parlamentarios de Fuerza Popular se abstuvieron de aprobar una solicitud para investigar un vehículo presidencial en el que Cerrón había huido de Lima. Este se le conoció como el caso «Cofre».
En el mismo año, 2024, se aprobó la ley de amnistía y, seguidamente, se publicó un comunicado afirmando que el Congreso «rechaza cualquier forma de intromisión nacional o extranjera en nuestras decisiones». Para ratificar esa decisión, el entonces presidente del Legislativo, Alejandro Soto, y la presidenta Boluarte se opusieron en una carta conjunta a las recomendaciones de la Corte IDH, como la derogación de la ley de amnistía y el término «conflicto armado interno».
En 2025, el portal Infobae informó de que los congresistas de la alianza fujicerronista habrían acordado un proyecto de ley para acabar con la extinción de dominio de los investigados, lo que habría beneficiado a Vladimir Cerrón y a Keiko Fujimori. Ese mismo año, el diario La República señaló que la alianza fujicerronista y el partido Alianza para el Progreso se habían fortalecido con la elección de José Jerí como presidente del Congreso.

#### Solicitud de inhabilitación a Zoraida Ávalos y limitación de poderes de la Junta Nacional de Justicia

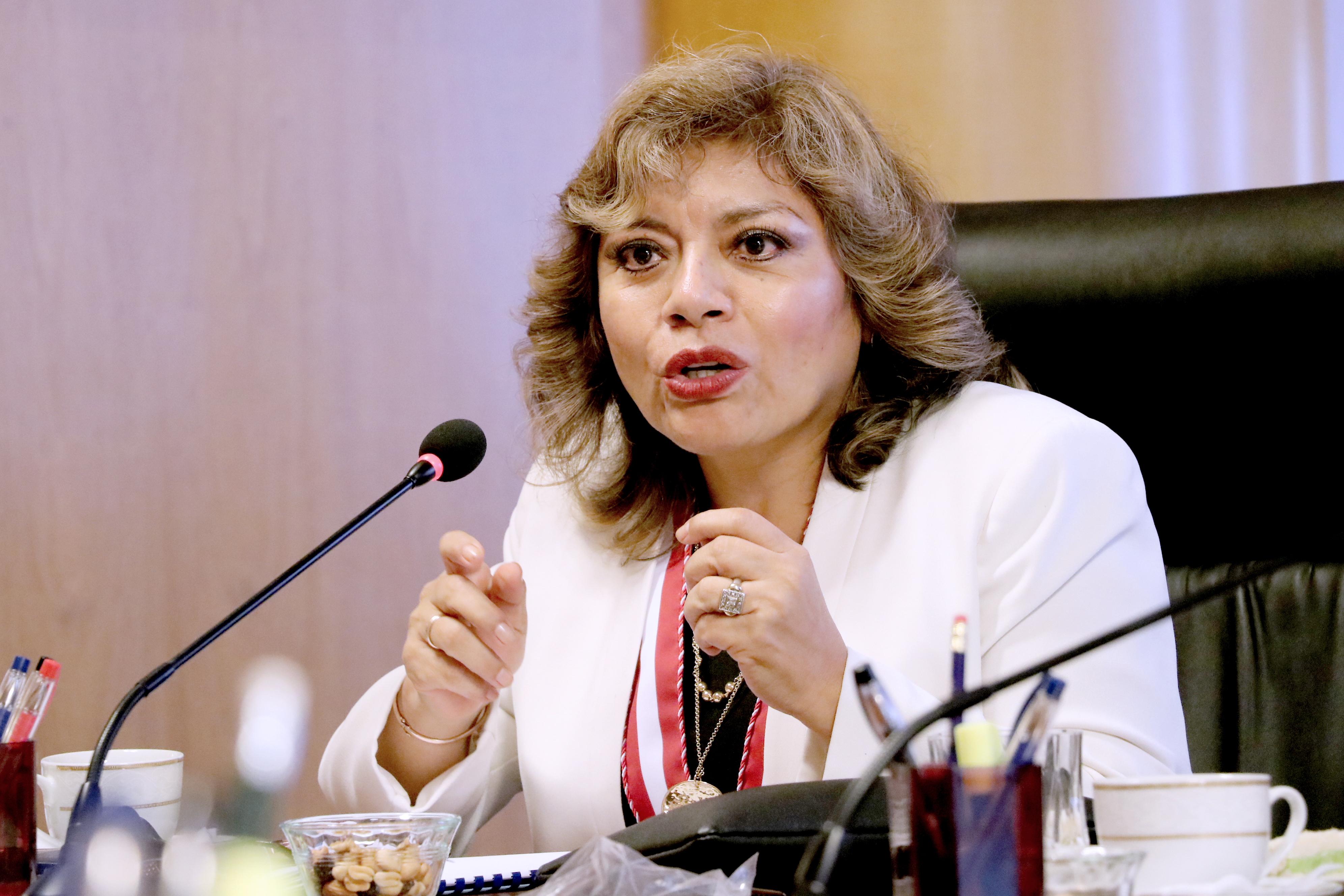
La exfiscal de la Nación (2019-2022), Zoraida Ávalos, se encargó de denunciar penalmente a figuras políticas relevantes durante su gestión, fue acusada por el Congreso e inhabilitada de la función pública de forma cuestionable por sectores conservadores del Parlamento bajo una presunta coordinación de Patricia Benavides. Ávalos es una de las personas de la oposición parlamentaria que recurrió la frase «dictadura congresal».

En mayo de 2023 el Congreso, con capacidad de cambiar figuras administrativas, solicitó una nueva sesión para constitucionalmente inhabilitar por cinco años a Zoraida Ávalos tras supuestamente rehusarse en la investigación contra Pedro Castillo, que fue aprobada en el plano interno en diciembre del año pasado. A pesar de las acusaciones, Ávalos justificó que sí realizó investigaciones el 10 de noviembre de 2021 con los casos de las irregularidades en los ascensos de figuras policiales, el consorcio Tarata III y la gestión de diésel en Petroperú.
En un comunicado, la Junta Nacional de Justicia solicitó al ente legislativo «reflexionar» esta futura decisión «teniendo a la vista que las imputaciones en su contra guardan relación con el criterio jurídico adoptado en el ejercicio legítimo de la función fiscal, como expresión de su propia independencia».  La presidente de JNJ, Imelda Tumialán, precisó que «consideramos que, dentro de un marco del Estado constitucional de derecho, debe existir el respeto por las instituciones y especialmente por la independencia de jueces, juezas y fiscales del país». Esto generó el malestar de la parlamentaria Patricia Chirinos, quien denunció a la JNJ por la «intromisión en las decisiones del Congreso para salvar» a Ávalos, caso que trascendió cuando presentó la remoción de todos los miembros de JNJ.

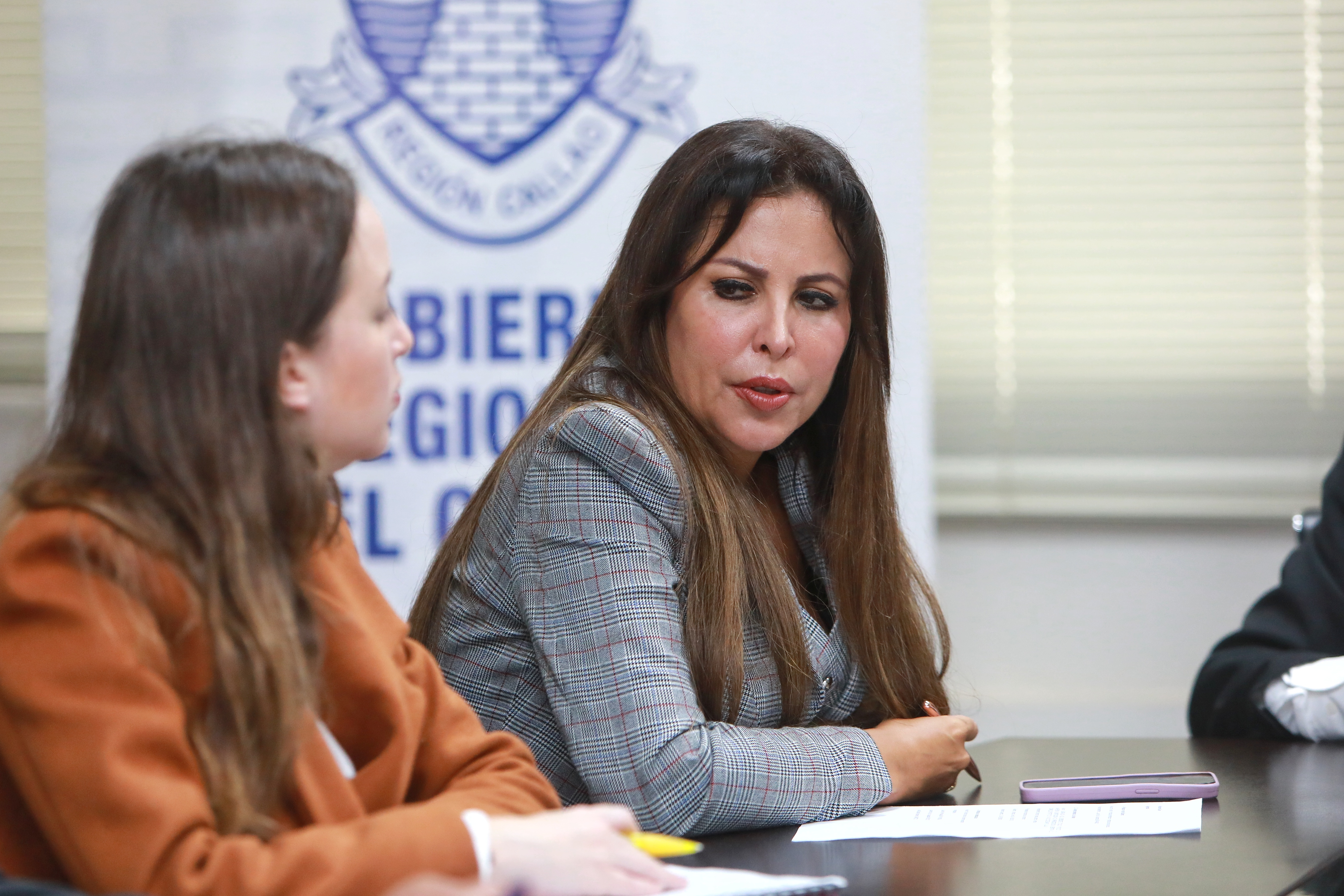
La congresista Patricia Chirinos, ha sido cuestionada por ser la impulsora de una serie de denuncias hacia altas autoridades que tuvieron por estar contra las ideologías de su partido político, mientras defendía a personas afines a sus ideas, como la defensa de la fiscal de la Nación Patricia Benavides. Se destacaba el juicio político realizado en 2023 contra la Junta Nacional de Justicia. Además, se mantuvo mantenerse intransigente en defender el fuero parlamentario.

En junio de 2023, la magistrada Zoraida Ávalos fue sometida a un juicio político. El proceso no resultó en su destitución por el Parlamento, sino en su inhabilitación y la imposibilidad de reemplazar su cargo debido a una interpretación legal impulsada por la entonces fiscal de la Nación, Patricia Benavides. Tras el evento, la magistrada Ávalos manifestó que la inhabilitación infringía el equilibrio de poderes entre el Poder Judicial y el Poder Legislativo. En ese mes, la Asociación de Jueces para la Justicia y Democracia envió un comunicado en que «ningún poder público puede entrometerse en el contenido de lo que resuelva un juez o fiscal». En julio de 2023, el Poder Judicial formalizó investigación preparatoria contra Ávalos por «omisión, rehusamiento o demora de acto» durante el gobierno de Pedro Castillo. Sin embargo, en 2024, el Poder Judicial ordenó la reposición de Zoraida Ávalos a la Junta de Fiscales Supremos, anulando así la inhabilitación impuesta por el Congreso.
Zoraida Ávalos no fue la única sometida a un juicio político. Posteriormente, el Congreso de la República organizó otras sesiones para sancionar a las autoridades de la Junta Nacional de Justicia (2021-2025), así como a figuras políticas como Francisco Sagasti y Martín Vizcarra, y también a los exministros Salvador del Solar, Vicente Zeballos, José Elice, Rubén Vargas y Víctor Zamora.
Patricia Chirinos se convirtió en una de las personas que llevaron a cabo una contraofensiva aprobada en pleno, que consistió en destituir a los miembros de la Junta Nacional de Justicia, ente que posteriormente investigó a los parlamentarios y a las figuras cercanas a Patricia Benavides. Para ello, Chirinos formalizó una investigación sumaria que pasó a debate. La contraofensiva fue cuestionada por la Organización de las Naciones Unidas por interferir en el Estado de derecho; motivo por el cual la cancillería propuso citar coordinador de la ONU en el país por «intromisión en asuntos internos», mientras que la Comisión de Relaciones Exteriores del Congreso propuso expulsar al coordinador residente del Sistema de las Naciones Unidas en el Perú, el chileno Igor Garafulic. Sin embargo, la Defensoría del Pueblo bajo la dirección de Josué Gutiérrez no criticó la contraofensiva, según el abogado Walter Albán.
Por otro lado, dentro del marco constitucional, el Sexto Juzgado Constitucional de la Corte Superior de Justicia impidió a la Junta Nacional de Justicia en continuar las indagaciones contra Patricia Benavides, fiscal responsable de exponer la red de corrupción supuestamente liderada por Pedro Castillo y quien se opuso a ser investigadas.
El Congreso continuaba concretando el plan de destituir a los integrantes de la JNJ, pero finalmente no se llevó a cabo, ya que estos dejaron sus puestos en 2025. Antes de la nueva formación de la JNJ, el fiscal de la Nación interino, Juan Carlos Villena, designado tras la destitución de Benavides, advirtió de un plan para reestructurar el Ministerio Público y destituir a los fiscales supremos. Según declaró Villena, la institución está realizando investigaciones a 45 congresistas que conforma el periodo 2021-2026 que podría comprometerse con su eventual reestructuración. Los presidentes de las juntas de fiscales provinciales emitieron un pronunciamiento en respaldo a las declaraciones del fiscal de la Nación.

#### Designación de Delia Espinoza y supuesta restitución de Patricia Benavides
En octubre de 2024, Delia Espinoza sustituyó a Juan Carlos Villena. En su ceremonia no se invitó al Congreso ni al Gobierno a asistir. El portal Infobae señaló que los grupos de la derecha política, es decir, una parte de la coalición conservadora, se unieron para destituir a Espinoza de la misma forma que pasó con Ávalos. Juan José Santiváñez, ministro del Gobierno de Boluarte, la denunció y la nueva conformación de la Junta Nacional de Justicia (2026-2030) admitió la denuncia. También recibió demandas por parte de Kira Alcarraz, debido a las denuncias contra los legisladores que aprobaron el proyecto de doble sueldo para militares retirados, y por parte del Ministerio del Interior, por negarse a participar en el Protocolo de Actuación Interinstitucional de Investigación del Delito.
En junio de 2025, la nueva conformación de la Junta Nacional de Justicia designó a Patricia Benavides como fiscal de la nación, a pesar del respaldo de la Junta de Fiscales Supremos a Espinoza. El presidente del Congreso de la República, Eduardo Salhuana, respaldó la decisión. Días después, la Subcomisión de Acusaciones Constitucionales recibió 10 denuncias, la mayoría de ellas contra varios fiscales por supuestamente desatacar la orden de la nueva JNJ.  La Subcomisión archivó algunas denuncias que iban contra los nuevos miembros de la JNJ.
Mientras se producía la controvertida designación, un fiscal denunció a los medios que la JNJ estaba solicitando asistencia policial para facilitar el ingreso de Benavides al Ministerio Público. Tres altos funcionarios de la JNJ presentaron su renuncia. El diario La República y la exmagistrada Marianella Ledesma advirtieron que la restitución de Benavides podría generar un conflicto de intereses a favor de la coalición conservadora, dado que un fiscal tiene la facultad de determinar el futuro de las investigaciones en su contra. Tras ello, la fiscal Delia Espinoza, encabezó una vigilia en la sede del Ministerio Público, en contra del regreso de Benavides al cargo de fiscal de la Nación, junto a otros fiscales y magistrados. Este acto fue considerado como una "desobediencia a la autoridad", por lo que se habló de una posible denuncia constitucional contra ella, por no considerar el retorno de Benavides a su cargo.
El 25 de junio, el Poder Judicial, acordó suspender por 24 meses a Benavides de su cargo como fiscal de la Nación, esto luego que estallara el escándalo de su restitución como fiscal suprema. Tras esto, el Congreso, decidió aprobar una denuncia constitucional contra la fiscal Delia Espinoza, por desobediencia a la autoridad.
El 31 de julio, el Poder Judicial revocó la suspensión por 24 meses contra Patricia Benavides y de esta manera se ordena su reposición en el cargo como fiscal suprema. Sin embargo, en agosto, el presidente de la Junta Nacional de Justicia, Gino Ríos Patio, envió un oficio al presidente del Congreso de la República, José Jerí, informándole de la negativa de la fiscal Espinoza de reponer en su cargo a Benavides, por lo que queda aún inconcluso el retorno de Benavides a su puesto.

#### Reunión del oficialismo con el colectivo La Resistencia
En julio de 2023, el Ministerio de Cultura invitó a Juan Muñico Gonzales (Jota Maelo), líder del grupo La Resistencia, para abordar el tema del racismo. La Resistencia fue uno de los grupos partícipes en la crisis electoral a mostrar apoyo a la campaña presidencial de Fujimori en la segunda vuelta de las elecciones de 2021 y estuvo en la mira por sus intenciones vandalistas a pesar de la impasibilidad de las autoridades, por lo que el Ministerio lo recibió «para dar a conocer sus inquietudes con relación a casos de discriminación».
Aquella reunión conllevó la indignación de activistas de derechos humanos, de la política Indira Huilca y de Francisco Sagasti; además, de la renuncia de directora sectorial de la Dirección General de Ciudadanía Intercultural por estar en contra de sostener reuniones con esta agrupación. No obstante, Jota Maelo justificó su presencia «sobre la discriminación y racismo, del cual nosotros somos víctimas».
Mientras tanto, el vocero de Fuerza Popular, Hernando Guerra García, señaló que «si nosotros decimos que no hay que escuchar las posiciones por más extremas que sean […] estamos negándonos al diálogo»; además que el congresista José Cueto, de Renovación Popular, minimizó el grado violento del colectivo frente a contrapartes alejadas de Lima. De hecho, el exjefe del Fondo Editorial del Congreso de la República del Perú, Carlos Cabanillas León, señaló para Perú 21 que «la narrativa (de la que el autor considera "izquierda") ha querido convertir a cuatro gatos revoltosos en una célula fascista» y justificó una supuesta estrategia para generar polarización entre «La Resistencia con la Toma de Lima […] [e] inclinarse del lado de los luchadores sociales que asaltan aeropuertos e incendian comisarías y sedes del Poder Judicial».
A pesar de que la ministra de Cultura, Leslie Urteaga, confirmó el encuentro y pidió disculpas «a quienes se hayan sentido agredidos por una actitud que no debió darse y que no representa la posición del Gobierno en este tema»; horas después de la reunión, el primer ministro anunció la remoción de Juan Reátegui del viceministro de Interculturalidad, quien se encargó de reunierse con Muñico Conzales. Urteaga, quien se negó recibir a la exintegrante de la Comisión de la Verdad y Reconciliación Sofía Macher por los ataques hacia el monumento El ojo que llora en febrero de 2023; finalmente reconoció su responsabilidad en invitar al colectivo de derecha ultraconservadora, pero negó renunciar su puesto de ministra.
Posteriormente, La Resistencia adoptó una postura crítica hacia el Ministerio de Cultura, calificándolo de «[inservible] a la población» y exigiendo su desmantelamiento para convertirlo en un museo dedicado a la Operación Chavín de Huántar. Además, el colectivo irrumpió en un foro sobre la película La piel más temida, acusándola sin sustento de promover el terrorismo con fondos del Ministerio.

#### Creación de un sistema bicameral con atribuciones críticas al senado
En marzo de 2024, el Congreso aprobó una reforma de la Constitución que modificó 50 de sus artículos con votos mayoritarios de partidos de derecha. Las modificaciones incluyen la implementación de un sistema bicameral parlamentario, conformado por la Cámara de Diputados y el Senado. Además, la enmienda también estipula la postulación simultánea para el Ejecutivo y Legislativo y la posibilidad de reelección para cargos públicos. Fue nombrada como ley n.º 31988.
En el ámbito parlamentario, surge una disputa en torno a la Cámara de Senado, que será considerada como una de las instancias con mayor desempeño en el poder político, según analistas como Alejandro Boyco. Este órgano estará conformado por individuos con experiencia previa en el Congreso, incluyendo aquellos elegidos mediante un único distrito electoral. Asimismo, se otorgó a la Cámara de Senado la facultad de acusar, a solicitud de un diputado, a funcionarios de alto nivel. Entre los funcionarios se señalan a magistrados del Tribunal Constitucional, miembros de la Junta Nacional de Justicia, jueces de la Corte Suprema, fiscales supremos, el Defensor del Pueblo y el Contralor General, en casos de violaciones a la Constitución o comisión de delitos. Es oportuno subrayar que el Senado cuenta con una protección especial, ya que no puede ser disuelto por el presidente de la República, lo que garantiza su continuidad funcional incluso en caso de vacancia de la Cámara de Diputados.
Pese a las críticas expresadas por la ciudadanía sobre la bicameralidad en 2018, la líder política Keiko Fujimori defendió esta nueva configuración como un «triunfo del diálogo democrático». Perú Libre, en oposición, votó en contra de la reforma, afirmando que era la «mejor forma para demostrarle al pueblo que no hay fujicerronismo, que respetamos su voz del referéndum».
Posteriormente, el partido fujimorista aprobó una modificación del artículo 99 de la Constitución, permitiendo la acusación política de representantes de instituciones electorales como el Jurado Nacional de Elecciones y el Registro Nacional de Identificación y Estado Civil. Esta modificación se fundamenta en sentencias del Tribunal Constitucional sobre control político. Sin embargo, la congresista opositora Ruth Luque denunció un proyecto para conceder al nuevo Senado la potestad de nombrar funcionarios, eliminando la Junta Nacional de Justicia.

### Escándalo por implicación de la fiscal Patricia Benavides en organización delictiva

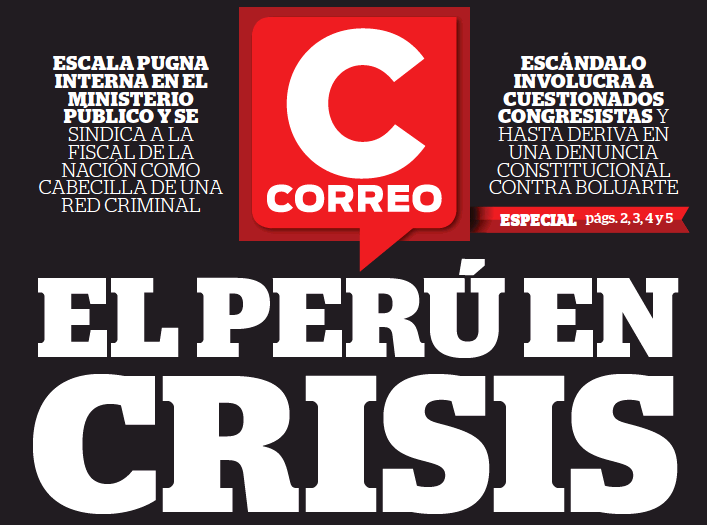
El diario Correo publicó en noviembre de 2023 una portada en la que informaba sobre una presunta organización delictiva en el Ministerio Público. La noticia también incluía una denuncia contra la presidenta Dina Boluarte.

En el mes de noviembre de 2023, el Equipo de Fiscales contra la Corrupción en el Poder llevó a cabo la operación Valkiria V, bajo la dirección de la fiscal Marita Barreto. En esta operación se investigaba a una presunta organización delictiva liderada por la fiscal Patricia Benavides, quien fue acusada de obstaculizar la investigación en su contra.
El informe de la operación reveló conversaciones con el fiscal Jaime Villanueva, indicado como «el único autorizado por la fiscal de la Nación», que evidenciaban la influencia política de la Fiscalía. En esas conversaciones, Villanueva hacía referencia a Martín Vizcarra como una «amenaza lagarta» y al objetivo de «sacar a la élite caviar de la JNJ y de todas las instituciones» con la supuesta ayuda del defensor del pueblo. El documento también hizo mención de un hipotético favor político en sentenciar a Zoraida Ávalos, con la aprobación del informe final del fujimorista Ernesto Bustamante, a cambio de absolver a los congresistas asociados a «Los Niños».

#### Suspensión a la fiscal de la Nación
El 7 de diciembre, la Junta Nacional de Justicia, acordó por mayoría, la suspensión del cargo de la fiscal de la Nación, Patricia Benavides. En respuesta, Benavides, dijo en un mensaje, que no está de acuerdo con su suspensión, asimismo, arremetió contra los fiscales supremos, de quienes dijo, de que hay un sector que intentaría copar el Ministerio Público. La conspiración se repitió cuando el Congreso de la República la citó.
Mientras que Benavides fue suspendida, el fiscal interino que la sucedió, Pablo Sánchez, autorizó la restitución de Marita Barreto. En mayo de 2024, la JNJ volvió a resolver, por unanimidad, separar a Benavides de su cargo como fiscal de la Nación tras comprobar irregularidades durante su gestión inicial.

### Denuncia constitucional contra Dina Boluarte
El 27 de noviembre, la fiscal Patricia Benavides, dio un mensaje donde afirmó que no iba a renunciar al cargo de fiscal de la Nación, y, anunció además, que presentó una denuncia constitucional contra la presidenta Dina Boluarte, el premier Alberto Otárola y los exministros del Interior, César Cervantes y Vicente Romero, por «las trágicas muertes que ocurrieron entre diciembre de 2022 y marzo de este año». La denuncia recibió críticas por la inmediatez que fue presentada, identificando solo a los responsables de la represión policial en seis personas.
En enero de 2024, se realizó la primera orden de prisión preventiva a un policía por un caso de homicidio, un año después del inicio de las protestas.

### Renuncia de Alberto Otárola
En marzo de 2024, Alberto Otárola dimitió tras la publicación de un audio en el que mantenía una conversación con una ciudadana solicitando un puesto laboral. Yaziré Pinedo, la ciudadana involucrada, alegó la existencia de una conspiración contra Otárola, en la que se utilizó el escándalo para influir en la composición del nuevo gabinete por parte de Nicanor Boluarte, hermano de la presidenta de la República. Posteriormente, señaló en el dominical Cuarto poder que Alberto Otárola fue a su casa cuando era premier y que Nicanor Boluarte le ofreció 200 mil dólares.
El canal de televisión ATV también insinuó un posible conflicto entre Otárola y Nicanor Boluarte, mientras que el semanario Hildebrandt en sus Trece afirmó que hubo una notificación sobre el suceso desde el despacho presidencial. Sin embargo, el gobierno rechazó las acusaciones de corrupción relativas al incidente y negó que Boluarte sea responsable del complot.
Previamente a su dimisión, Otárola mantuvo una postura firme contra las protestas sociales. En una conferencia de prensa, manifestó su intención de enfrentar el «fundamentalismo violentista que no deja gobernar al país». Atribuyó esta agitación a la figura política emergente de Antauro Humala.
El 6 de marzo, el gobierno de Dina Boluarte nombró a Gustavo Adrianzén como nuevo premier, quien cuenta con una trayectoria profesional similar a Otárola. La asociación de familiares de las víctimas del 9 de enero mostró su rechazo en el nombramiento.
En noviembre de 2024, Yaziré Pinedo presentó varias grabaciones en las que se la veía manteniendo una relación sentimental de un año con Alberto Otárola. También denunció que había sido amenazada por el Tren de Aragua y «coaccionada» por la empresaria Karelim López, quien supuestamente controlaba la narrativa del Gobierno para evitar que fuera investigada.

### Caso de los relojes de Dina Boluarte

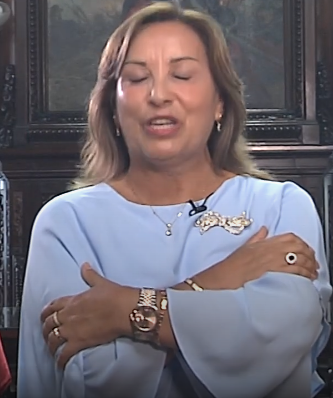
Mensaje presidencial desde su despacho oficial en diciembre de 2023, en que Dina Boluarte exhibe un reloj ostensible de gran valor.

En 2024, la Fiscalía General de la Nación inició una investigación adicional sobre la adquisición de relojes de Dina Boluarte. Esta investigación surgió tras un análisis de sus declaraciones juradas, el cual reveló un incremento de 400 000 soles en sus activos entre 2021 y 2023. Posteriormente, el medio digital La Encerrona obtuvo fotografías oficiales que proporcionaban evidencia visual de la posesión de numerosos relojes por parte de Boluarte. El caso suscitó interés internacional, reflejado en la comparativa realizada por el canal de televisión español La Sexta con el caso Gürtel.
En una entrevista con la prensa, la entonces presidenta Boluarte afirmó que los relojes habían sido adquiridos mediante su «trabajo [constante] desde los 18 años». Solicitó además que no se incursionara en «temas personales». Esta afirmación contradijo la declaración del exasesor presidencial Henry Shimabukuro, quien indicó que Boluarte no usó relojes de lujo durante la campaña electoral. La excolaboradora Maritza Sánchez corroboró la afirmación de Shimabukuro.
Posteriormente, un grupo de diez ministros, entre ellos Hania Pérez de Cuéllar, trataron de minimizar el escándalo. Pérez de Cuéllar intentó justificar la compra admitiendo la adquisición de una «réplica» de un reloj Rolex, mientras que Jennifer Contreras y Leslie Urteaga apelaron a la victimización por motivos de género.
El defensor del pueblo, Josué Gutiérrez, instó a la Presidencia de la República a proporcionar explicaciones «verosímiles» en relación con las declaraciones emitidas por la exmandataria, que han generado «cierto desconcierto». Ante la falta de aclaración sobre la adquisición de los relojes, el Fiscal de la Nación, Juan Carlos Villena, ordenó «medidas de emergencia» para investigar el caso. El 30 de marzo de 2024 se procedió con el allanamiento en la casa de Boluarte.
El caso suscitó división entre gobernadores regionales. El presidente de la Asamblea Nacional de Gobiernos Regionales, Werner Salcedo, manifestó su oposición a la jefa de Estado, provocando la disconformidad del flamante primer ministro. Por su parte, César Acuña y Rafael López Aliaga emitieron un comunicado desmintiendo su participación en la condena gubernamental y optaron por brindar asistencia.

#### Allanamiento a la casa de la presidenta
El 29 de marzo, en horas de la noche, equipos de la Fiscalía de la Nación y de la División de Investigación Criminal, ingresaron a la vivienda de la presidenta Dina Boluarte, en el distrito de Surquillo, para proceder con el allanamiento. Posteriormente, la Policía y el Ministerio Público llegaron también a la casa de la presidenta, así como el despacho presidencial de Palacio de Gobierno, para continuar con el allanamiento. Tras esta noticia, la Presidencia del Consejo de Ministros, convocó a una reunión de emergencia en la madrugada del 30 de marzo. Asimismo, el premier Gustavo Adrianzén y todos sus ministros defendieron a Boluarte, aduciendo que se le había brindado todas las facilidades para su defensa legal.
Más adelante, la presidenta Boluarte, dio su mensaje a la Nación, donde rechazó tajantemente el allanamiento a su domicilio y el despacho presidencial de Palacio de Gobierno, indicando que tanto ella como la institución presidencial, están siendo víctimas de un «ataque sistemático» que busca desestabilizar la democracia en el Perú. Igualmente, informó que brindará su testimonio ante el Ministerio Público, por la obtención de sus relojes y demás accesorios de lujo, y que por recomendación de su abogado no dará más declaraciones del caso al respecto.
Frente a todo el escándalo, el partido Perú Libre, anunció que presentó una moción de vacancia presidencial contra la presidenta Boluarte, donde indicaron que la mandataria debería ser destituida del cargo por presentar incapacidad moral permanente. Mientras tanto, dos ministros renunciaron horas después del allanamiento. Días después, el 4 de abril, el Congreso desestimó los dos pedidos de vacancia presidencial contra la presidenta Boluarte por incapacidad moral.
En abril de 2024, el Coronel de la PNP Harvey Colchado fue relevado de su cargo tras la divulgación de una imagen en las redes sociales en la que representación virtual portaba un ariete apuntando a una puerta con su nombre. Esta imagen, aparecida en los estados de WhatsApp del funcionario, fue difundida por el medio de comunicación Willax. Tras la difusión de la imagen, el Palacio de Gobierno convocó una reunión con el ministro del Interior y los altos mandos de la PNP. En declaraciones realizadas a un dominical, la jefa del Eficcop, Marita Barreto, expresó su preocupación por el cese de Colchado, calificándolo como una «venganza del poder corrupto».
Subsiguientemente, agentes del Ministerio del Interior intentaron acceder a equipos informáticos y documentación sensible del Eficcop. La Inspectoría General del ministerio anunció el inicio de una investigación formal debido a la irregularidad de esta acción.
En noviembre de 2024, la Inspectoría de la PNP anuló la destitución de Colchado, meses después de que el Poder Judicial admitiese la demanda de amparo. No obstante, la anulación de la destitución no impidió que Colchado pasara a la situación de retiro al mes siguiente y que la Comandancia General de la Policía anunciara que todos los oficiales que formaron parte del operativo serían destituidos de la División de Investigación de Delitos de Alta Complejidad, donde estaba destinado Colchado.

### Caso «Waykis en la Sombra»
El 10 de mayo de 2024, el Ministerio Público realizó el operativo denominado Valkiria Jericó. Durante la operación fue detenido preliminarmente Nicanor Boluarte, hermano de la presidenta de la República, Dina Boluarte, acusado de presuntamente utilizar su influencia para favorecer intereses en el Poder Ejecutivo, lo cual se habría extendido al Instituto Peruano del Deporte. También fue arrestado Mateo Castañeda, abogado de la presidenta, por presunta obstrucción a la labor del Equipo Especial de Fiscales contra la Corrupción del Poder.
Simultáneamente, se produjo el desmantelamiento de la unidad policial encargada de brindar apoyo al Equipo Especial de Fiscales contra la Corrupción del Poder. Esta decisión fue implementada por el Poder Ejecutivo y apoyada por el ministro del Interior, a pesar de las acusaciones previas de la Fiscalía, que planteó hipótesis sobre la posible remoción del cargo de Harvey Colchado y el espionaje a Marita Barreto, ambos miembros del Eficcop. El ministro de Justicia justificó el desmantelamiento como una «decisión netamente administrativa».

El 17 de mayo, el Poder Judicial, ordenó la revocación de la detención del hermano de la presidenta, Nicanor Boluarte y del abogado de la mandataria, Mateo Castañeda. En la misma fecha, el Congreso de la República rechazó tres mociones de vacancia presidencial presentadas contra Boluarte. Estas mociones habían sido criticadas por diversos actores políticos (principalmente de Fuerza Popular) y algunos medios de comunicación, por basarse en supuestas imputaciones formuladas por grupos de interés, los «caviares». La periodista Juliana Oxenford comentó en su cuenta de Twitter el resultado de la votación en el Congreso, señalando:

| Juliana Oxenford | Twitter |
| @julianaoxenford |         |

             Resulta que la "mafia caviar" es tan peligrosa y dominante que las tres mociones de censura para vacar a Dina Boluarte fueron rechazadas en el Congreso. Por eso la Pdta se va feliz a China. Puede quedarse a vivir allá. Con tal, aquí quienes gobiernan son los bancadas de derecha.
         

        17 de mayo de 2024

Días después, Castañeda anunció que dejó de asumir la defensa de Dina Boluarte.
A pesar de que el Congreso promulgó la ley que modifica la definición de crimen organizado, el Eficcop se negó a aplicarla (bajo el concepto del «control difuso») para evitar la liberación de Nicanor Boluarte.
El 19 de noviembre, el juez Richard Concepción Carhuancho dictó 36 meses de prisión preventiva contra Nicanor Boluarte, pero horas antes de que se dictara la sentencia se reveló que el hermano de la presidenta Boluarte se había escapado a un lugar desconocido y que temía que lo capturaran, según contó su abogado Luis Vivanco.
En enero de 2025, Nicanor Boluarte quedó en libertad. A pesar de haber sido detenido preventivamente, el Congreso de la República consiguió anular dicha detención. El ministro Eduardo Arana defendió las observaciones del Ejecutivo para que se restituyera la detención preliminar en casos de no flagrancia y argumentó que se habían usado «fines políticos» contra el detenido.
En julio de 2025, el Poder Judicial ordenó al Equipo Especial contra la Corrupción del Poder que dejara de investigar a Mateo Castañeda.

### Caso «Cofre»
En septiembre de 2024, la Fiscalía de la Nación solicitó al Palacio de Gobierno información sobre la flota de vehículos destinados a la presidenta, Dina Boluarte, a partir de las revelaciones sobre el paradero del prófugo de la justicia, Vladimir Cerrón. Un ex director general de la PNP afirmó que existen cinco de estas flotas y que llevan el apodo de «Cofre», tal como se llamó el caso. Para evitar que la prensa indague en el tema, el gobierno optó por ocultar detalles sobre su flota de transporte.
Días después, una empresa de videovigilancia confirmó que un vehículo presidencial se había desplazado al sur de Lima, donde se localizó a Cerrón. Sin embargo, los vecinos de la zona negaron que la presidenta estuviera a bordo del vehículo en cuestión y afirmaron que no había registros de su llegada a una de las viviendas. Un conductor afirmó que había trasladado a Dina Boluarte a un complejo donde se llevó a cabo una operación para capturar a Vladimir Cerrón, que supuestamente el Gobierno trató como una «actividad familiar». Finalmente, el presidente de la junta de vecinos del condominio reveló que la dueña de la vivienda, Kelly Jaramillo Lima, habría acompañado a Boluarte el mismo día en que se habría realizado una redada policial para encontrar a Cerrón.
El Ministerio Público formalizó el caso el 28 de septiembre de 2024. Al mes siguiente, el Ejecutivo separó de su equipo de seguridad al conductor del vehículo investigado, Félix Montalvo Guevara. Además, el primer ministro, Gustavo Adrianzén, confirmó que Boluarte visitó una de las residencias donde la policía habría afirmado que vivía Cerrón y pidió disculpas posteriormente por compartir tal revelación.
En noviembre de 2024, se debatió la moción para otorgar a la Comisión de Fiscalización facultades de investigación, pero no se admitió a debate en el Pleno. El partido Alianza para el Progreso se opuso y el fujicerronismo y otras bancadas prefirieron mostrarse indiferentes con la abstención. El titular de la Comisión de Fiscalización, Juan Burgos, comparó la visita a la casa veraniega con el caso Sarratea.
En diciembre, la presidenta Dina Boluarte negó, a través de un mensaje a la Nación, haber visitado el condominio Mikonos, donde supuestamente había fugado Cerrón, y culpó a la fiscal de la Nación, Delia Espinoza, de urdir una conspiración. Mientras tanto, el Gobierno optó por nombrar a la policía Ruth Ligarda Castro, la principal sospechosa del caso, como integrante de su misión diplomática en España. Esta designación generó duras críticas, pues consideraron que sólo se trataba de un interés político por desviar el tema.
En marzo de 2025, se creó una directiva que permite a toda la flota de vehículos presidenciales pasar más tiempo fuera del Palacio de Gobierno.

### Denuncia constitucional contra Dina Boluarte
El 27 de mayo de 2024, el fiscal de la Nación interino, Juan Carlos Villena, presentó una denuncia constitucional contra la presidenta Dina Boluarte, acusada de la compra valorizada de relojes de marca Rolex, a quien solo se le puede investigar pero no acusar, debido a que la presidenta está siendo protegida por el artículo 117 de la Constitución Política del Perú.
El 18 de julio, el Congreso admitió la denuncia constitucional contra la presidenta Boluarte.
El 23 de mayo de 2025, el Congreso decidió archivar la denuncia constitucional contra la presidenta Boluarte.

## Sondeos y propuestas para adelantar elecciones generales
Se ha discutido, entre varias posibilidades, la opción de «que se vayan todos», propuesta de adelanto de elecciones con reformas políticas inicialmente creada por el colectivo La Propuesta, y que posteriormente formalizaron en su tiempo por los congresistas Nano Guerra, Pasión Dávila y Digna Calle. Dicha estrategia fue planteada por Flor Pablo Medina en la visita de la OEA en noviembre de 2022. Según el Instituto de Estudios Peruanos (IEP): en marzo de 2022 un 80 % de los electores apoyan nuevas elecciones, en caso de vacancia presidencial, cifra que creció hacia un 87 % en noviembre de ese año. Según Ipsos (noviembre de 2022), el 60 % de peruanos acuerdan «modificar la Constitución para acortar el mandato del presidente y del Congreso y adelantar las elecciones generales de manera excepcional dada la crisis actual».
A raíz del cambio de administración liderado por Dina Boluarte en diciembre de 2022, las encuestas han reflejado un significativo apoyo público a la celebración de elecciones anticipadas. Según un estudio realizado por el Instituto de Estudios Peruanos, el 83 % de los ciudadanos respalda esta medida. Posteriormente, en marzo de 2023, una encuesta de Ipsos entre 6500 participantes reveló que el 70 % de los encuestados responsabilizaba al Congreso por la situación actual del país, mientras que el 63 % atribuía la culpa al gobierno de Boluarte.
Sin embargo, las propuestas de adelante de elecciones aún son inciertas. El presidente del Poder Judicial, Javier Arévalo Vela, señaló en 2024 que «hoy en día nadie quiere renunciar a los cargos por más desafortunada que sea la situación que atraviesa el país». Además, una encuesta de Ipsos (2023), días antes del escándalo de corrupción en el Ministerio Público, reflejó que la crisis política afecta en la elección de partidos políticos. Acorde a la encuestadora, un 11 % votaría por un nuevo partido y un 27 % no tiene una decisión definida.